# Minivan
Als Minivan werden heutzutage Kleinwagen mit einer möglichst guten Raumausnutzung der Fahrzeuggrundfläche bezeichnet. Ursprünglich bezeichnete das Wort Minivan hingegen – wie im amerikanischen Sprachgebrauch auch heute noch – eine Großraumlimousine, von denen z. B. der Chrysler Voyager und der Renault Espace, die 4,5 bis immerhin über 5,0 m lang sein können, die typischsten Vertreter in Europa sind.

## Hintergrund
Der Begriff Minivan leitet sich von „Van“, ferner auch von „Kompaktvan“ und „Microvan“ ab. Zu den Besonderheiten eines Minivans im Vergleich zu einem Kleinwagen zählt ein höheres Fahrzeugdach. Minivans sind besonders bei Handwerksbetrieben, zunehmend aber auch bei kinderreichen und reisefreudigen Familien beliebt. Daher kommt auch der scherzhafte Begriff „Windelbomber“ für diese Art von Fahrzeugen. Wie üblich bei den Bezeichnungen von Fahrzeugarten gibt es auch hier Abgrenzungsprobleme zu verwandten Fahrzeugkategorien, insbesondere Kleinwagen oder auch der Kompaktklasse, da solche Begriffe größtenteils von den Medien (darunter vor allem der Werbeindustrie) geprägt werden. Minivans liegen in der Größe zwischen 3,70 m und 4,10 m. Das Fahrzeugdach hat meist eine Höhe ab 1,55 m.
Vorgänger waren die Designstudie AutonovaFam, die in den 1960er Jahren an der HfG Ulm entstand, und die Studie Lancia Megagamma von Giorgio Giugiaro in den späten 1970er Jahren. In Serie ging die Idee erst in den frühen 1980er Jahren bei japanischen Herstellern, z. B. mit dem Nissan Prairie von 1982.

## Beispiele

### Unter 4 Meter Außenlänge

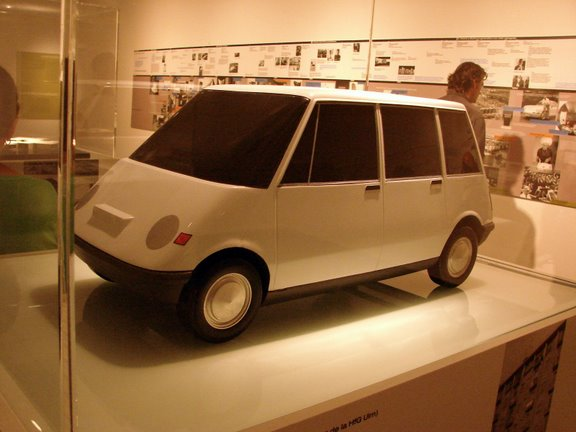
AutonovaFam, Konzept aus den 1960er Jahren
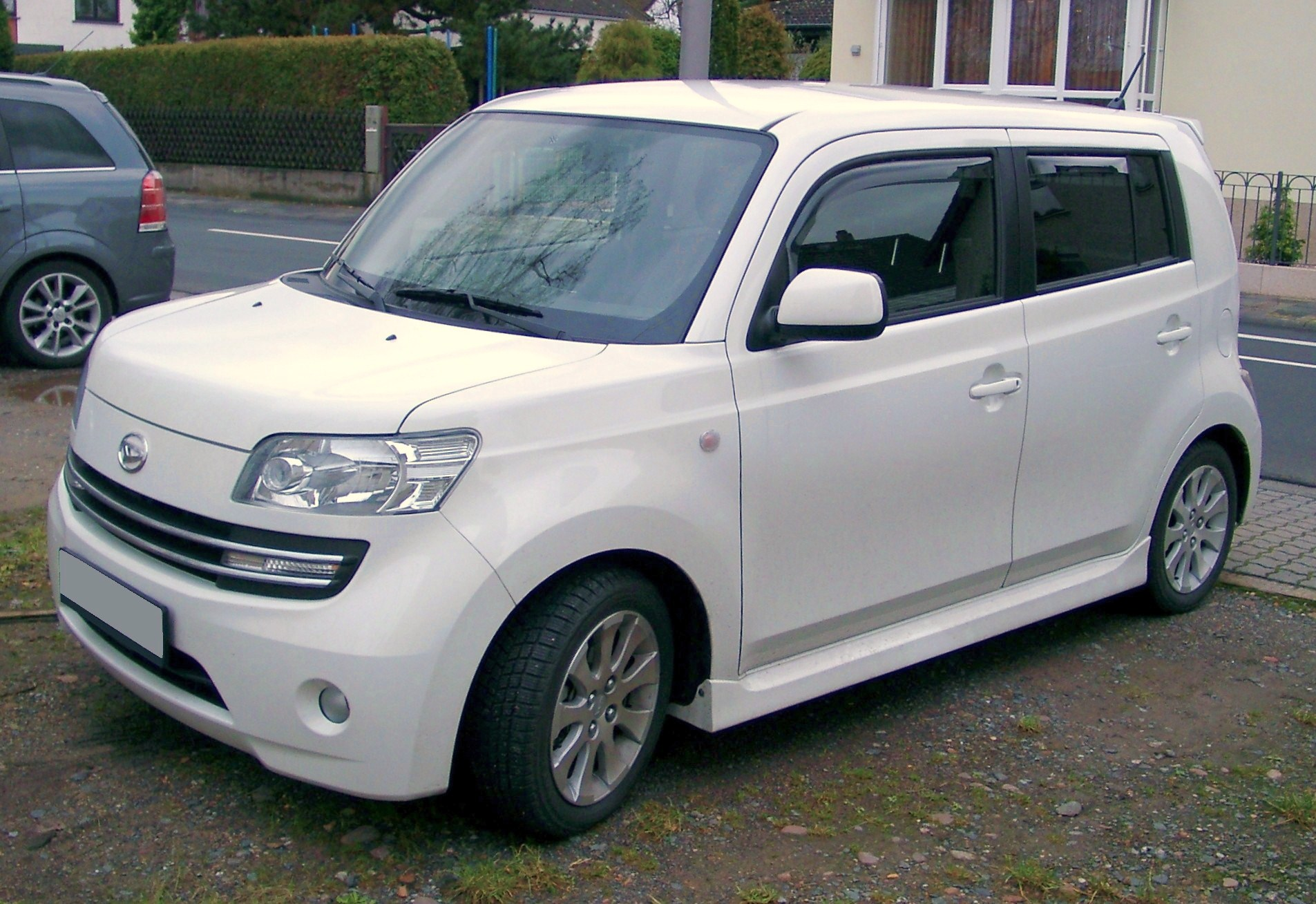
Daihatsu Materia
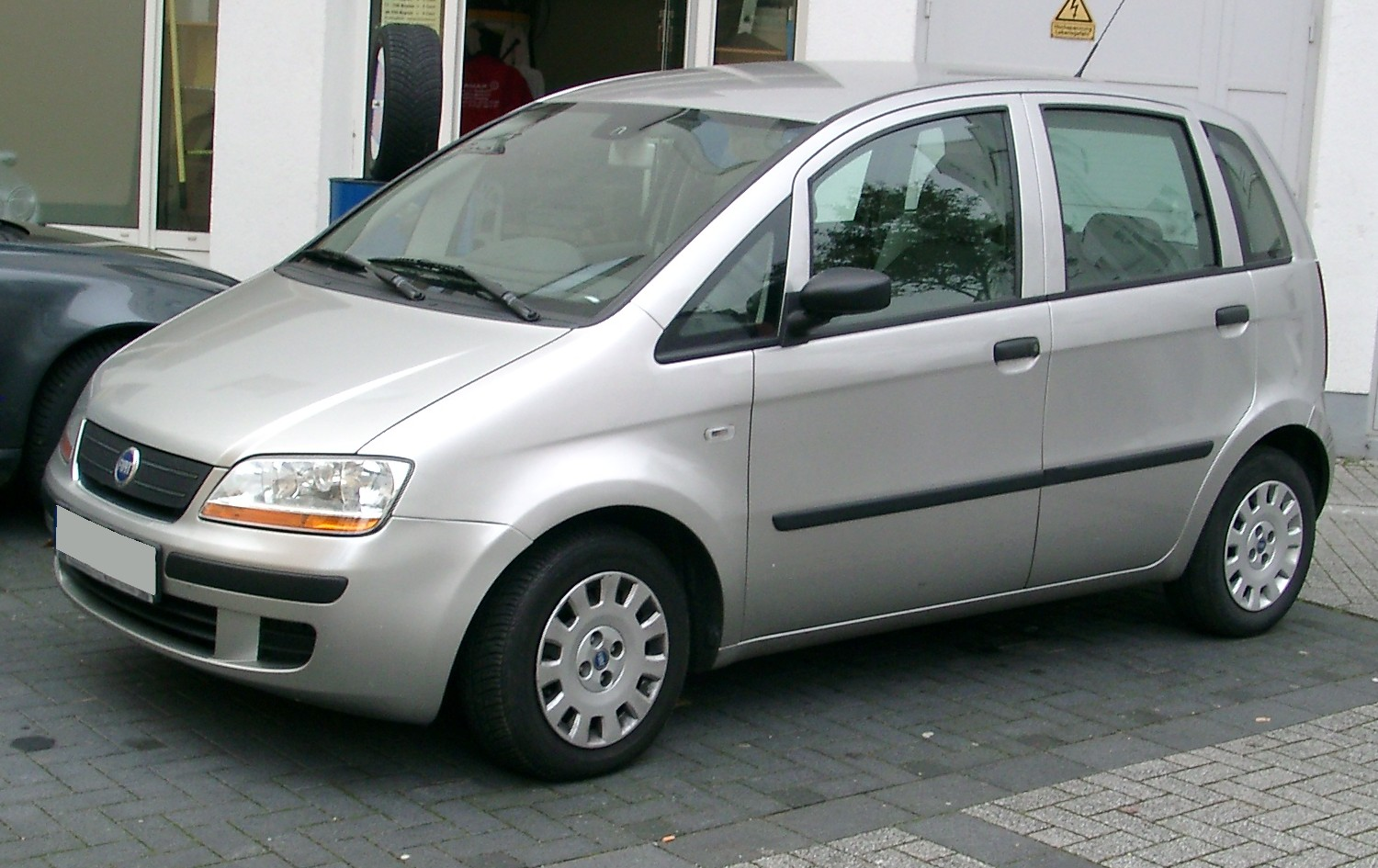
Fiat Idea
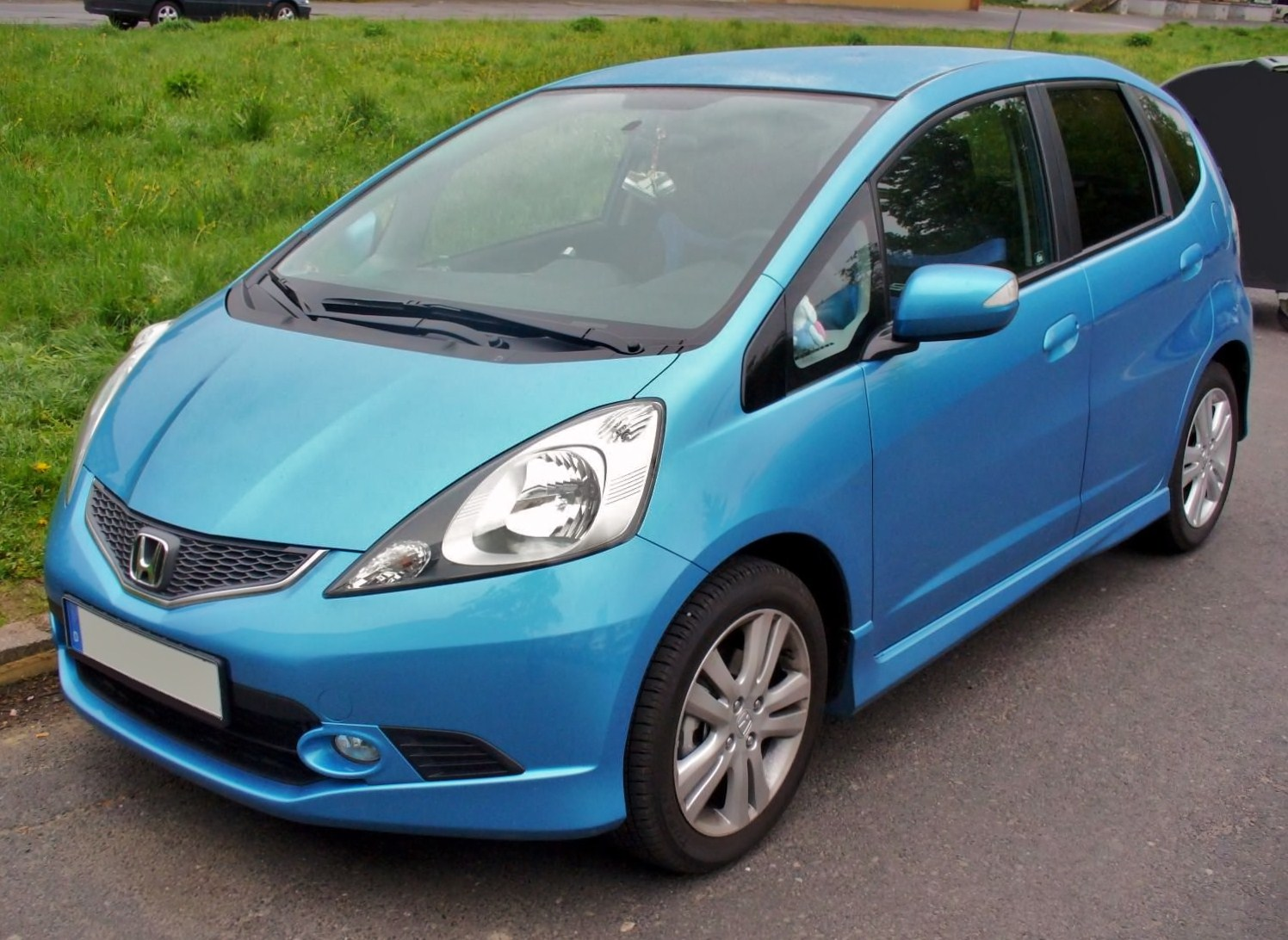
Honda Jazz
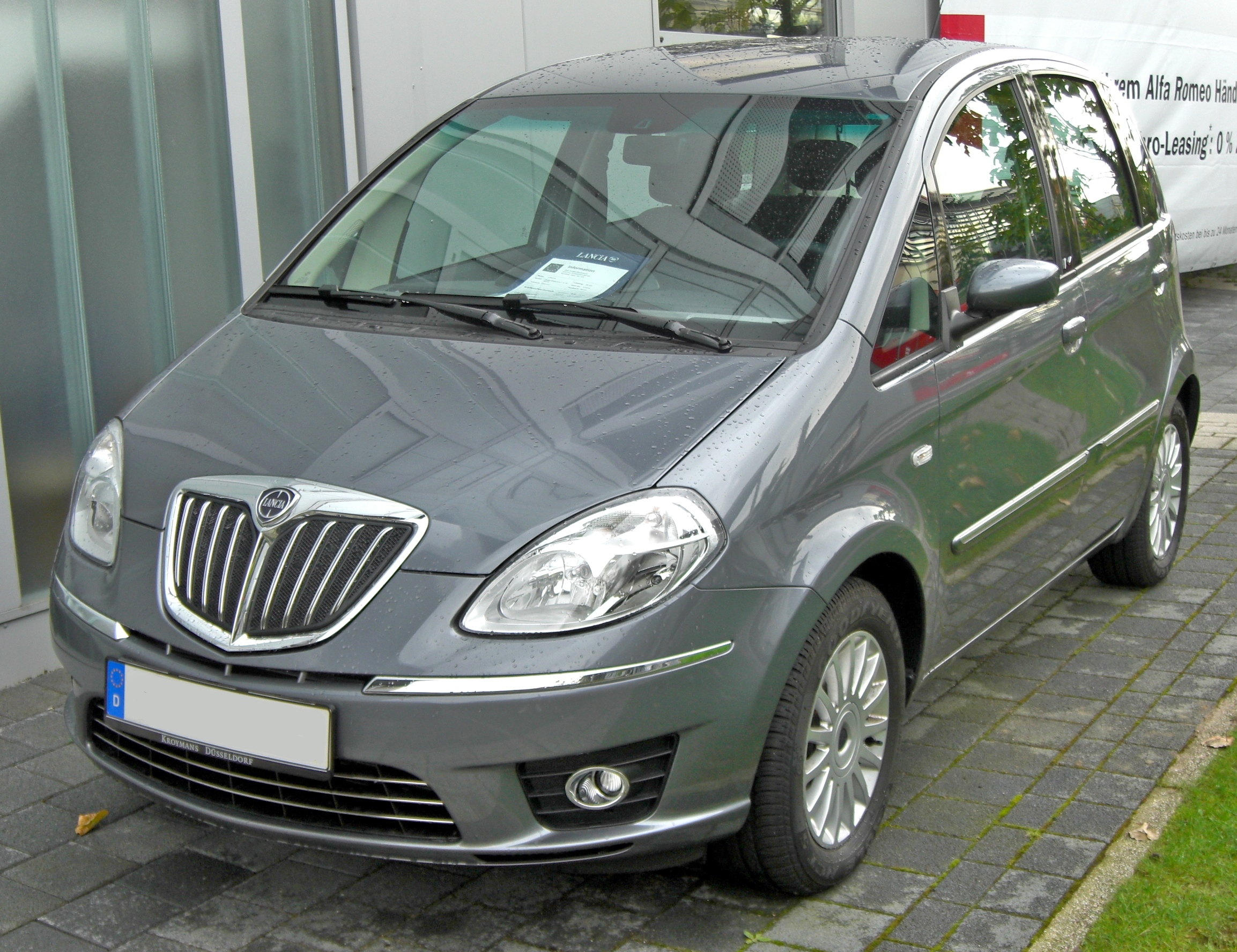
Lancia Musa, wie Fiat Idea
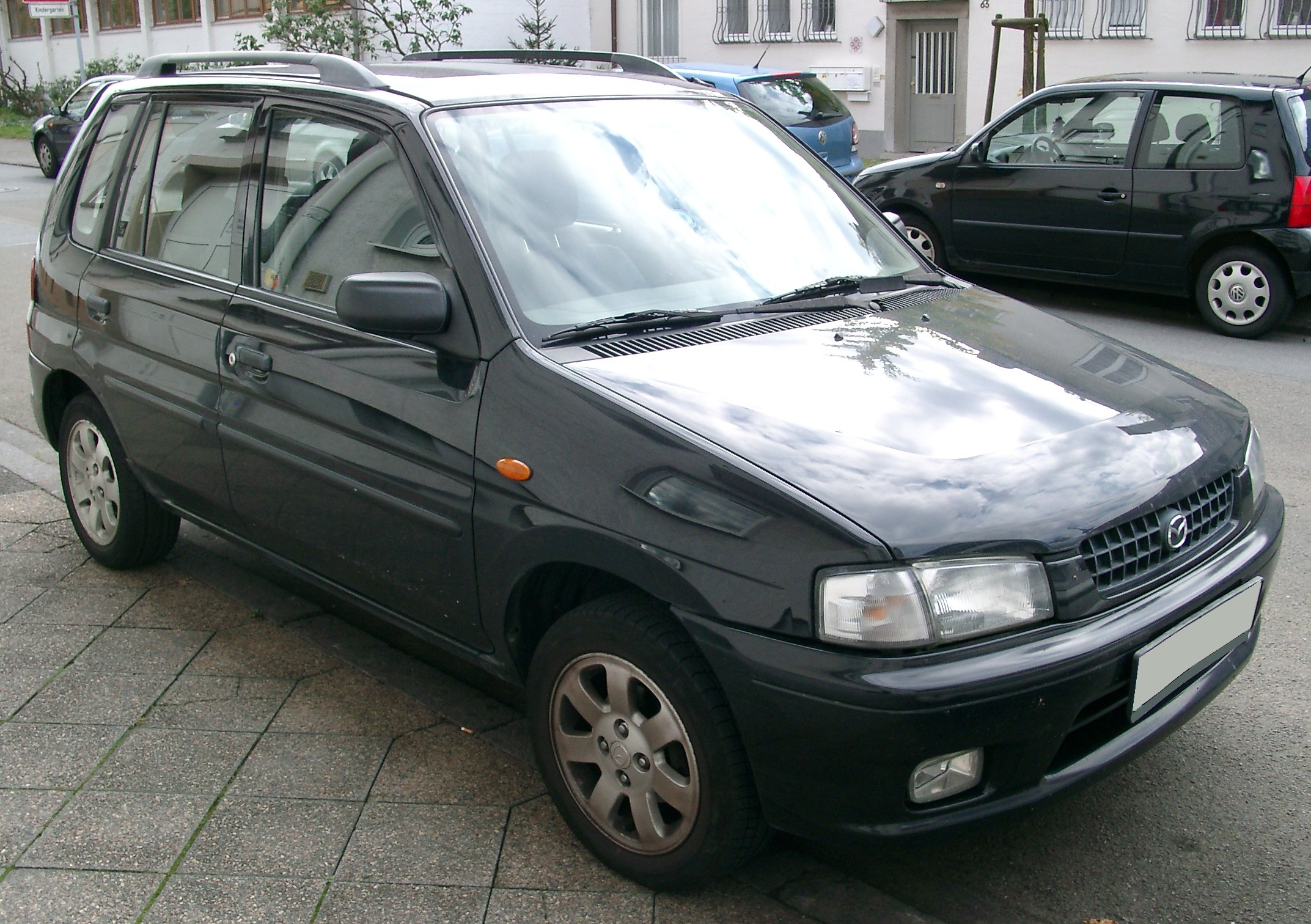
Mazda Demio
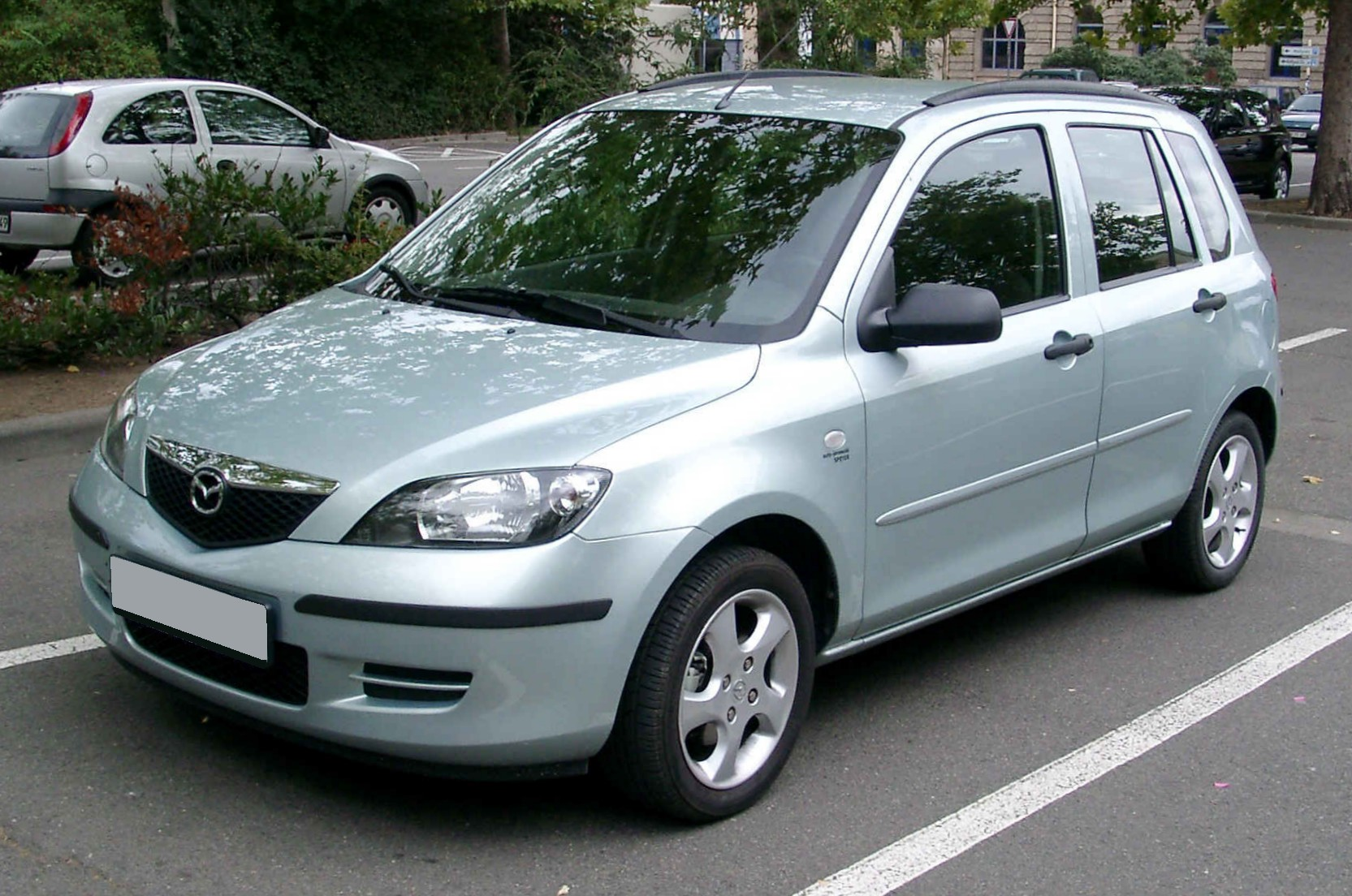
Mazda 2 DY
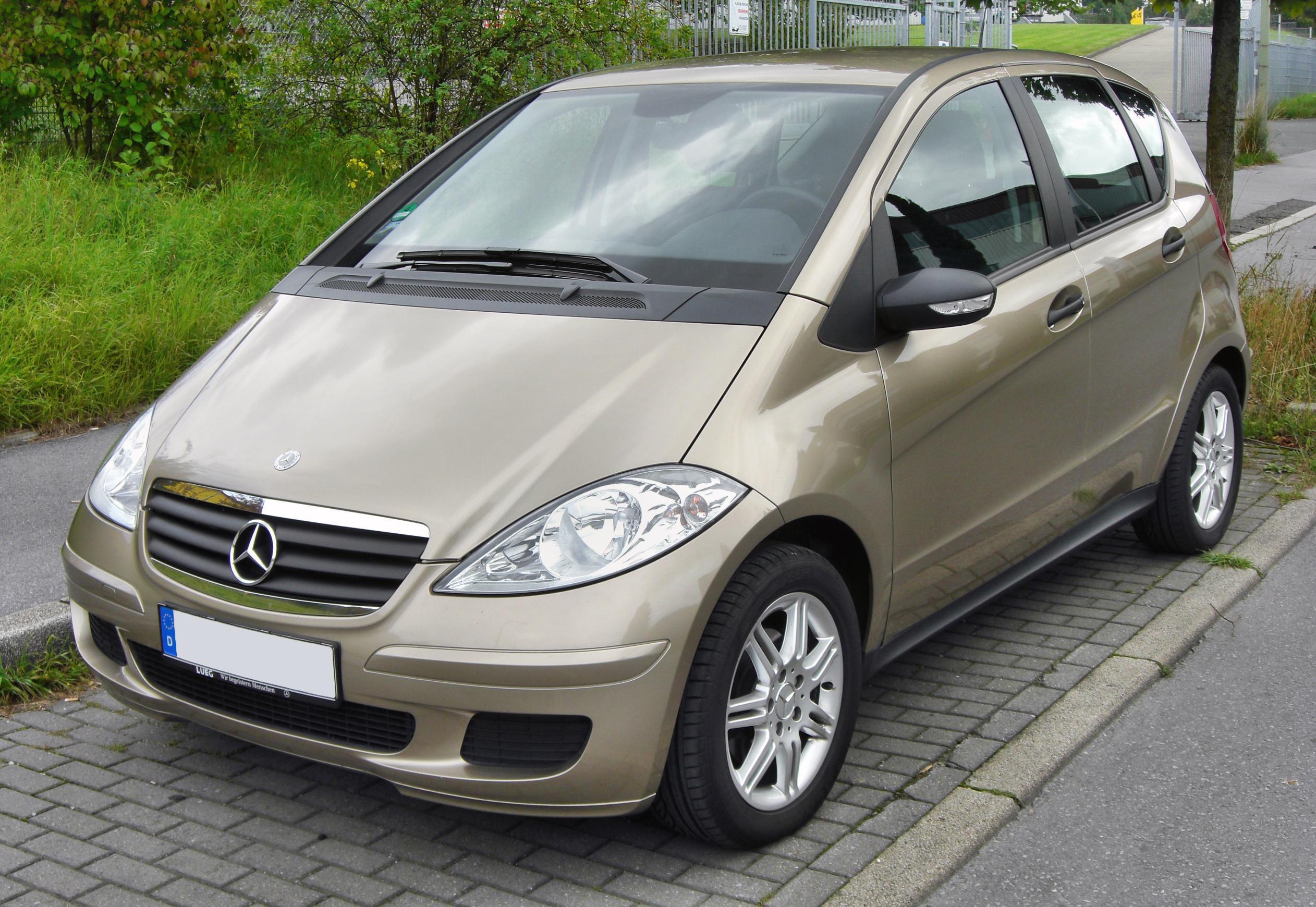
Mercedes-Benz A-Klasse
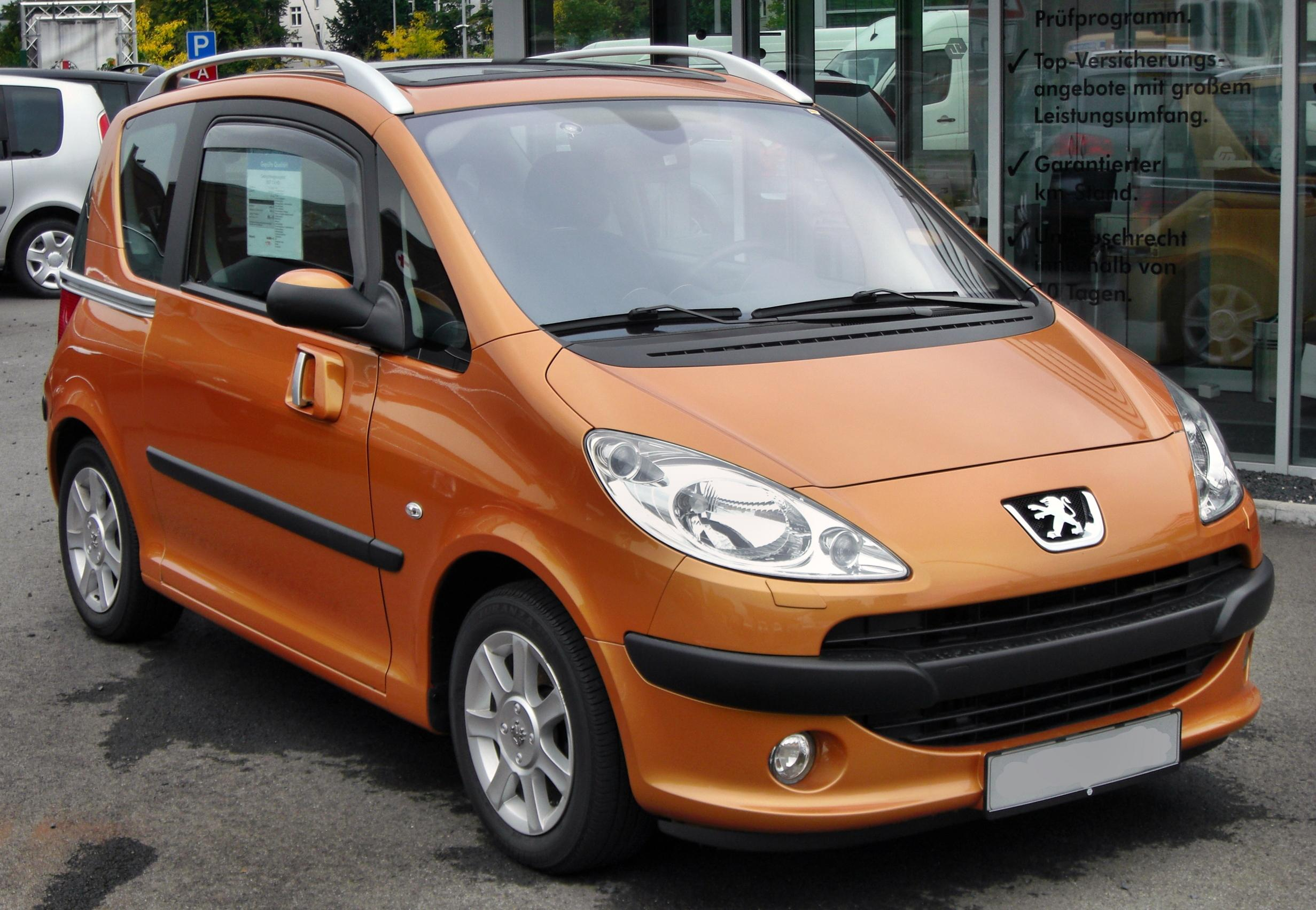
Peugeot 1007, mit Schiebetüren
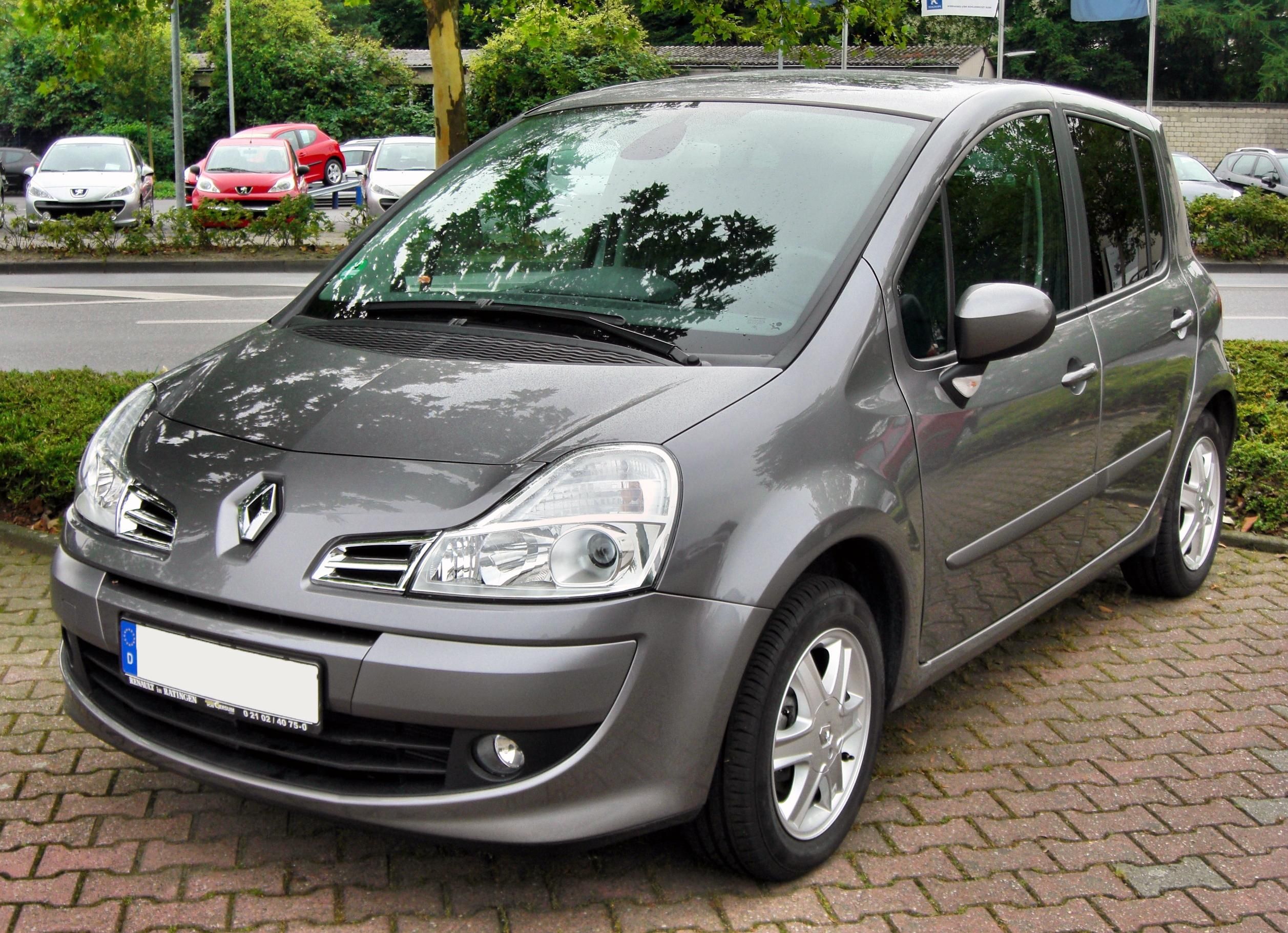
Renault Modus
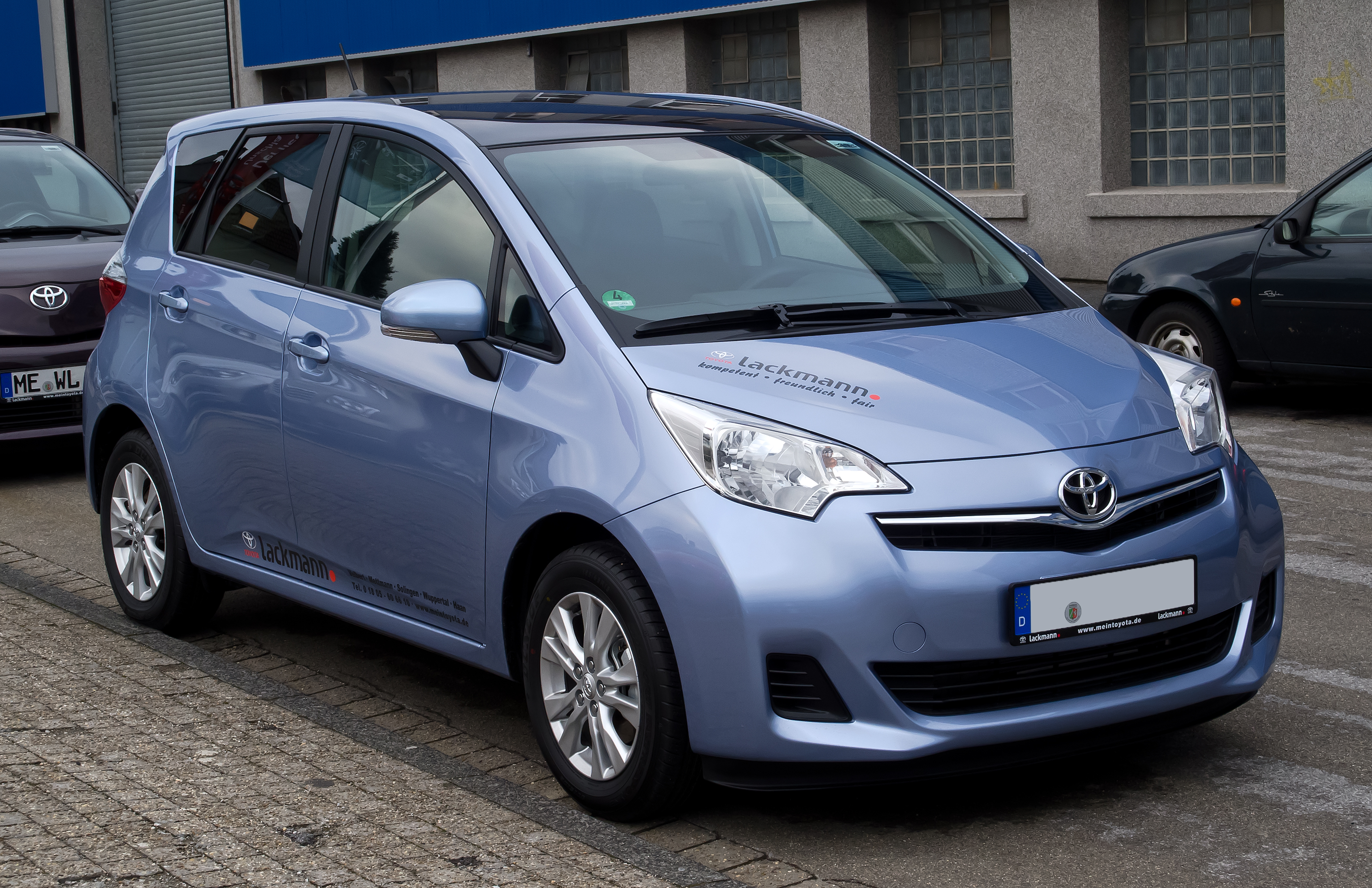
Toyota Verso-S
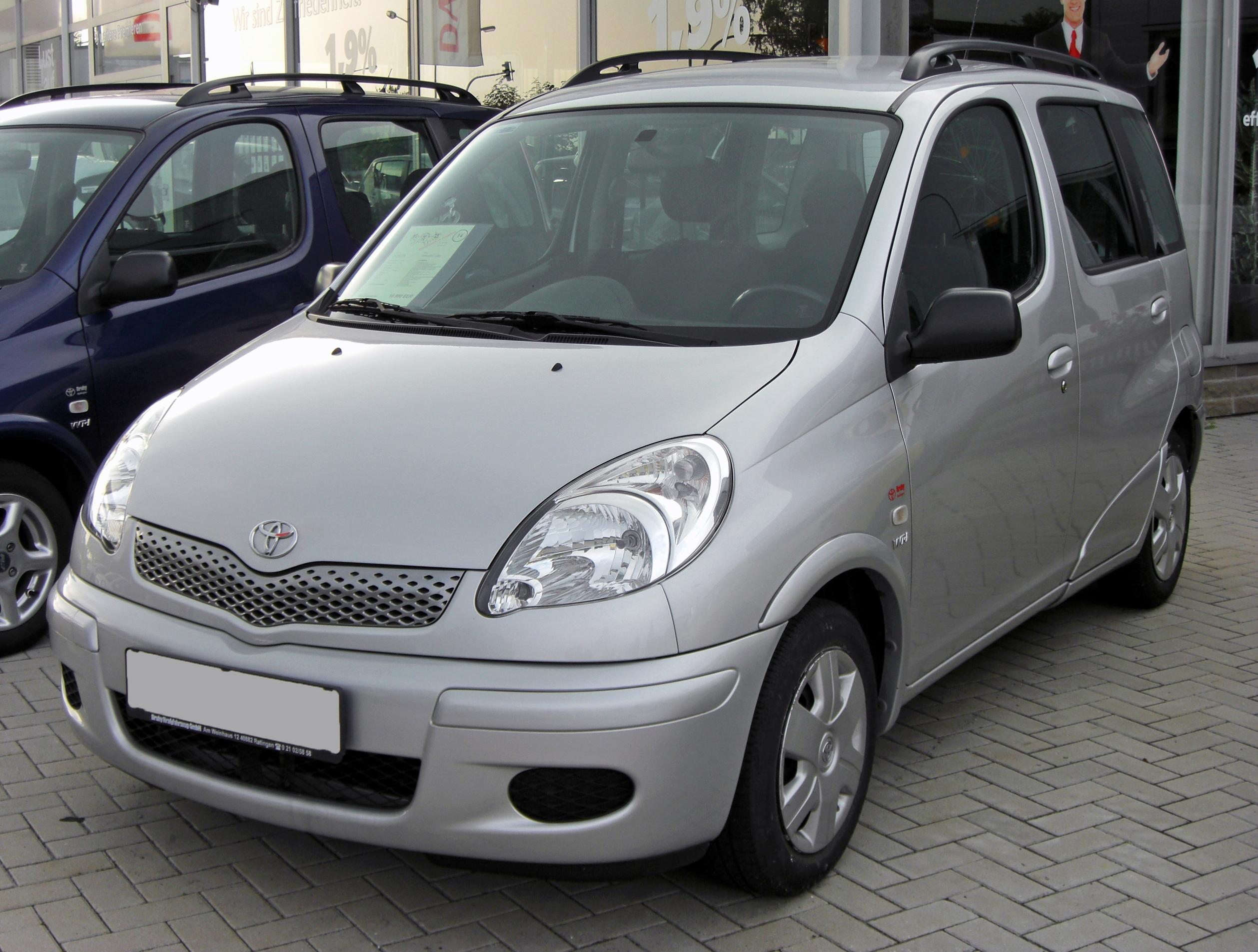
Toyota Yaris Verso

- Subaru Justy G3X, Allrad
- Suzuki Ignis
- Daihatsu YRV

### Bis 4,10 Meter Außenlänge

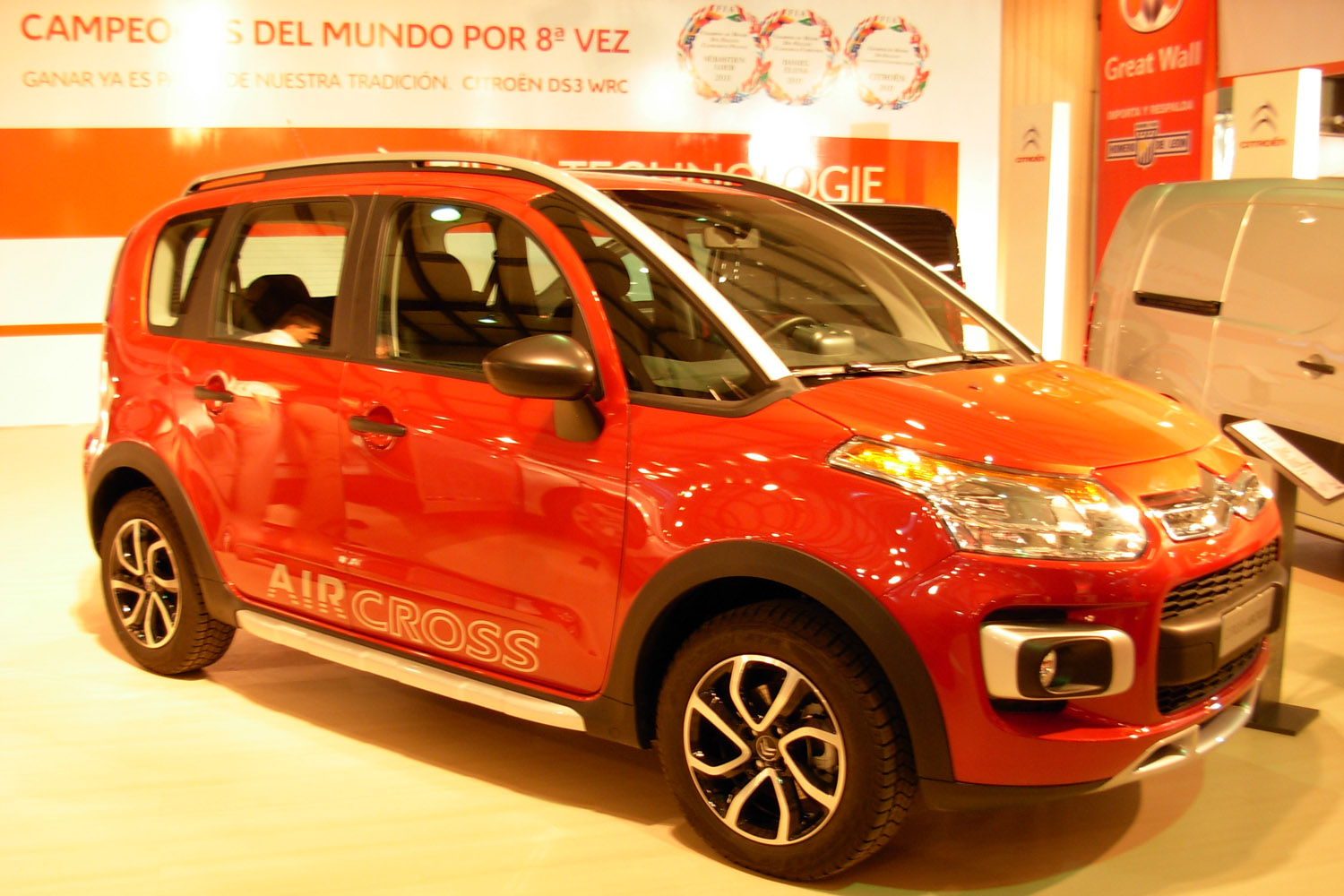
Citroën C3 Aircross
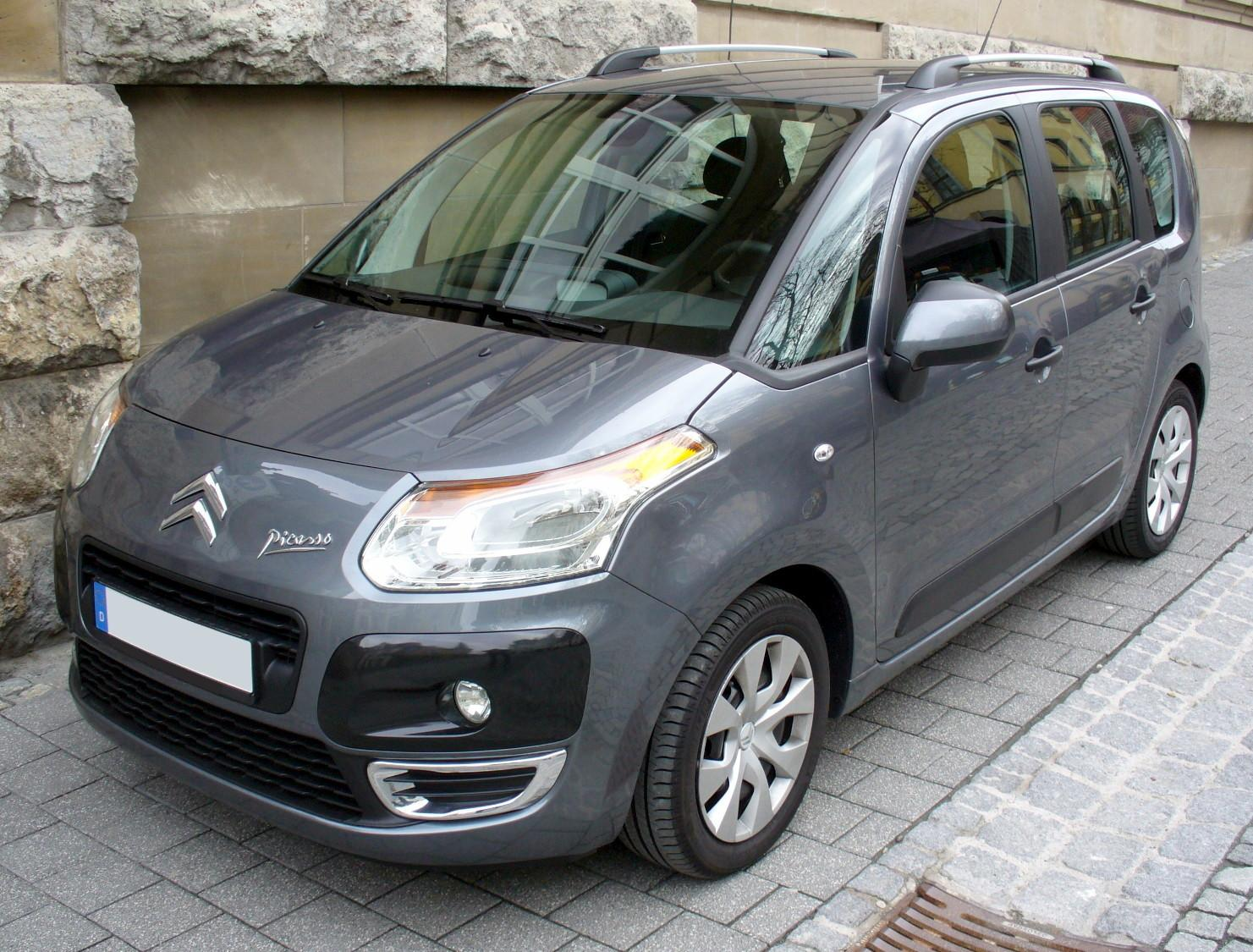
Citroën C3 Picasso
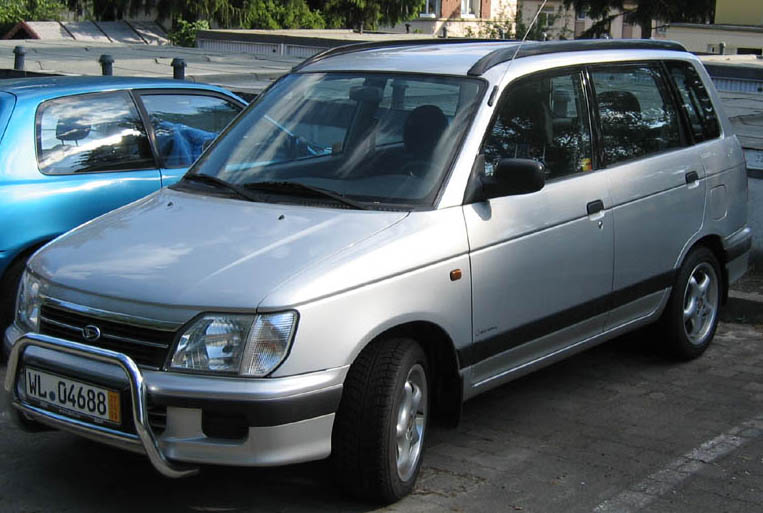
Daihatsu Gran Move
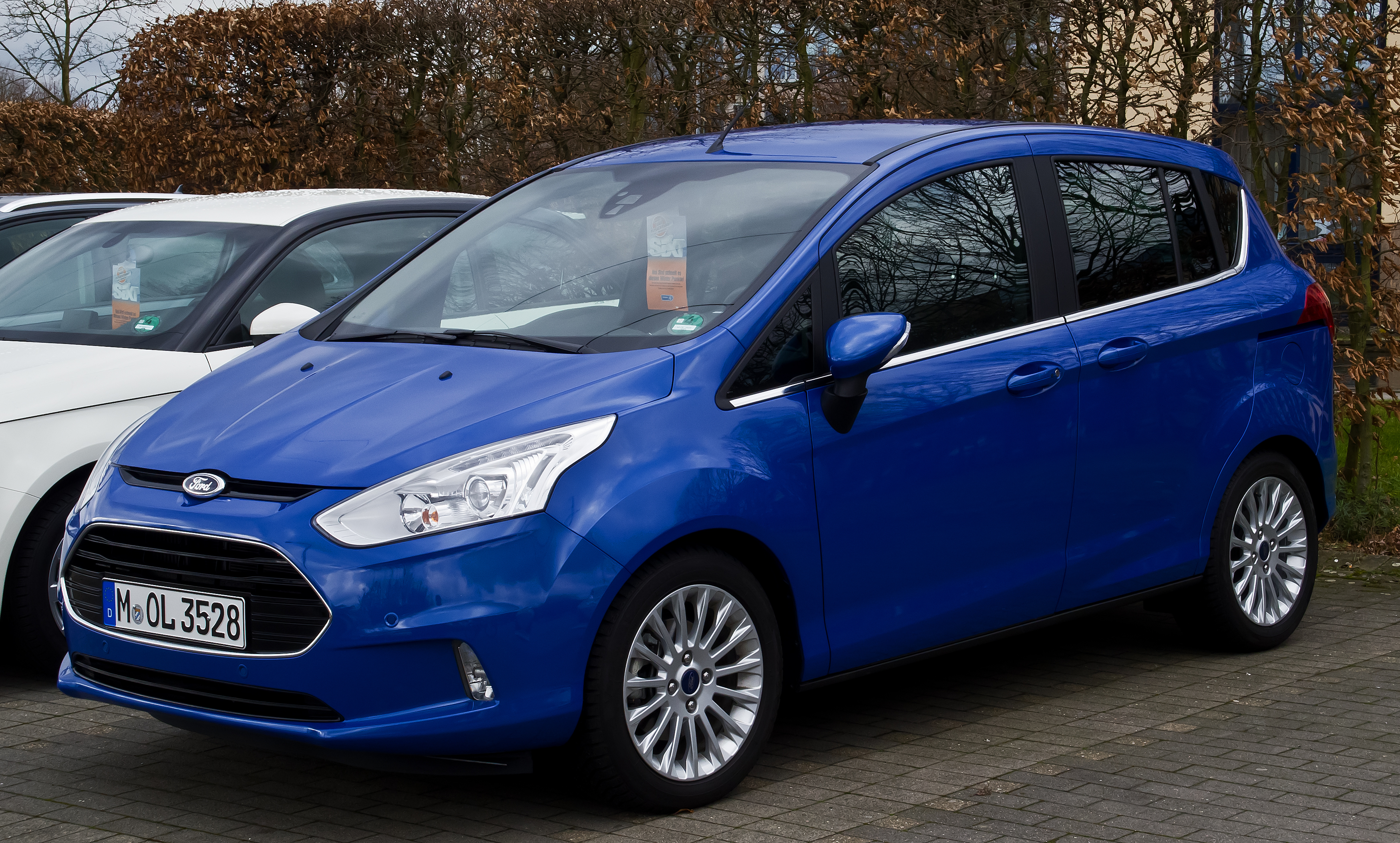
Ford B-MAX
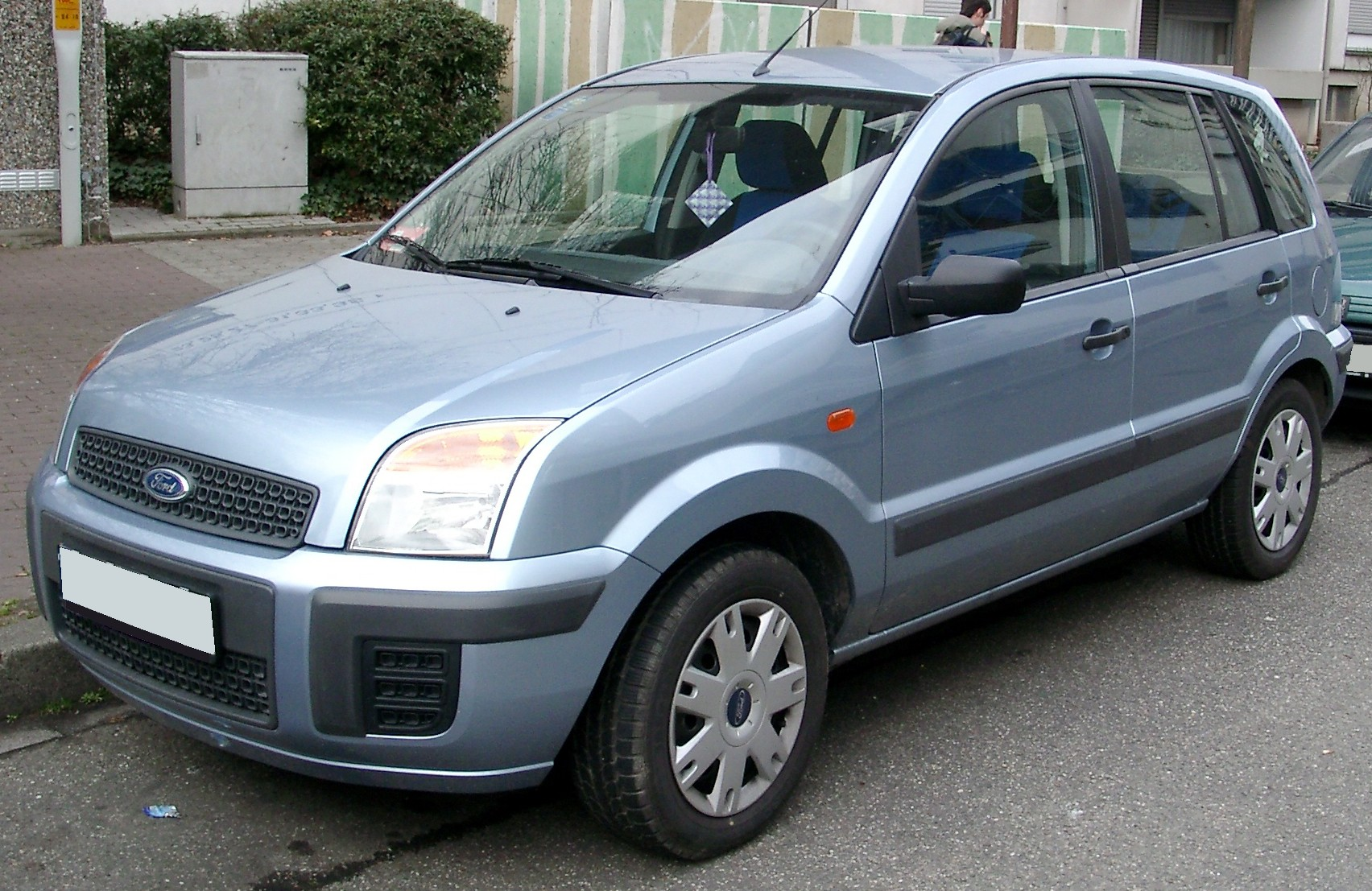
Ford Fusion
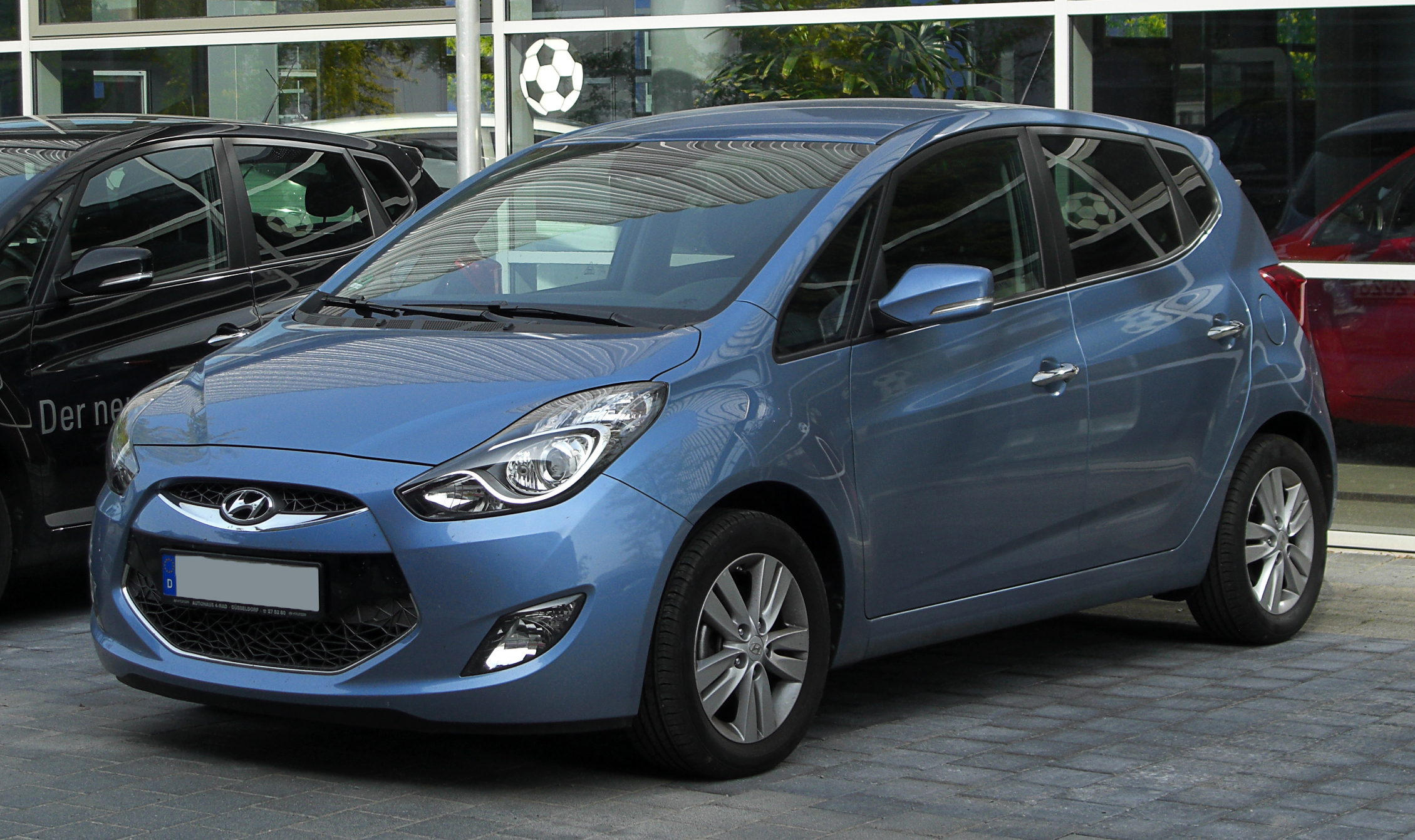
Hyundai ix20
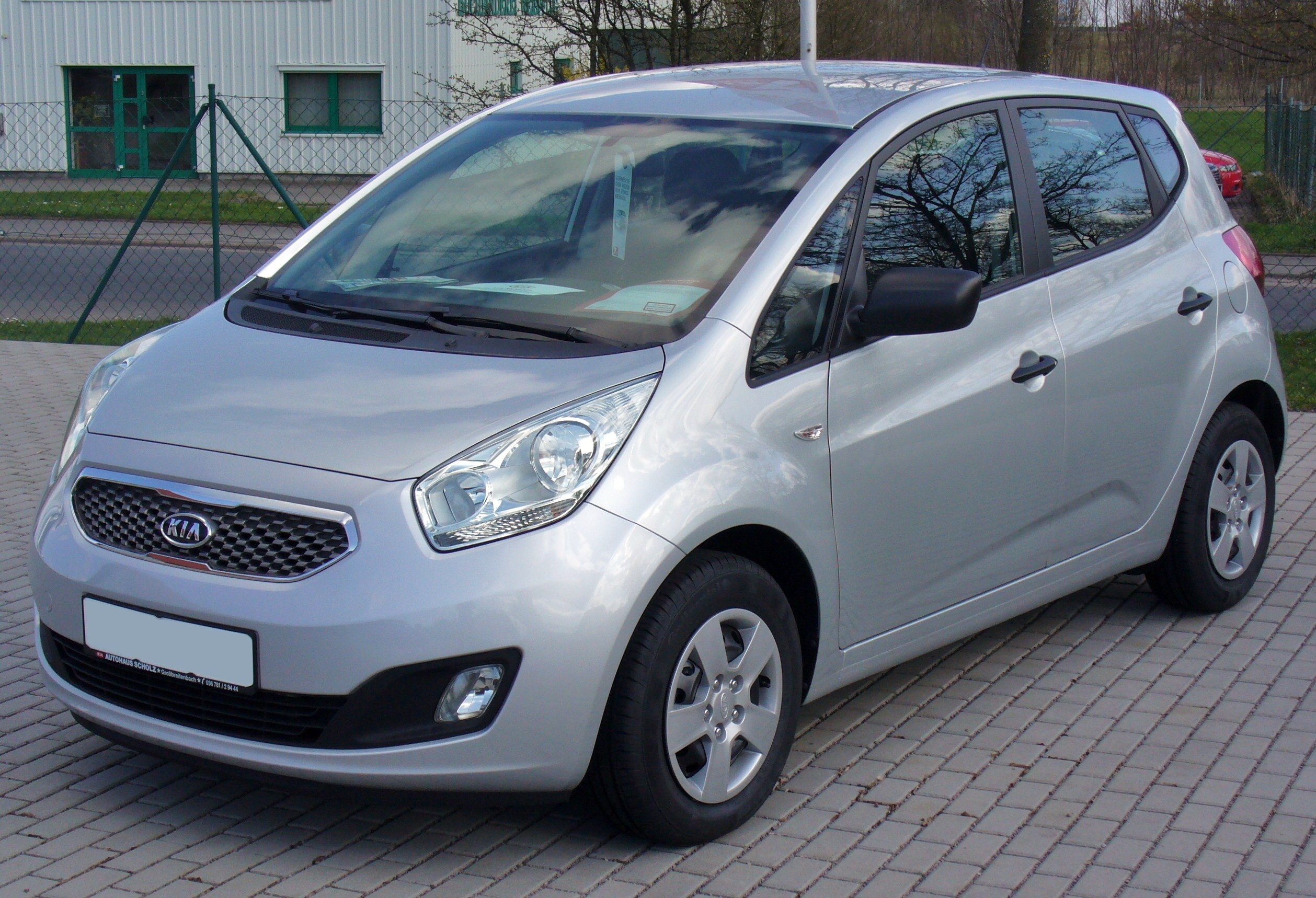
Kia Venga
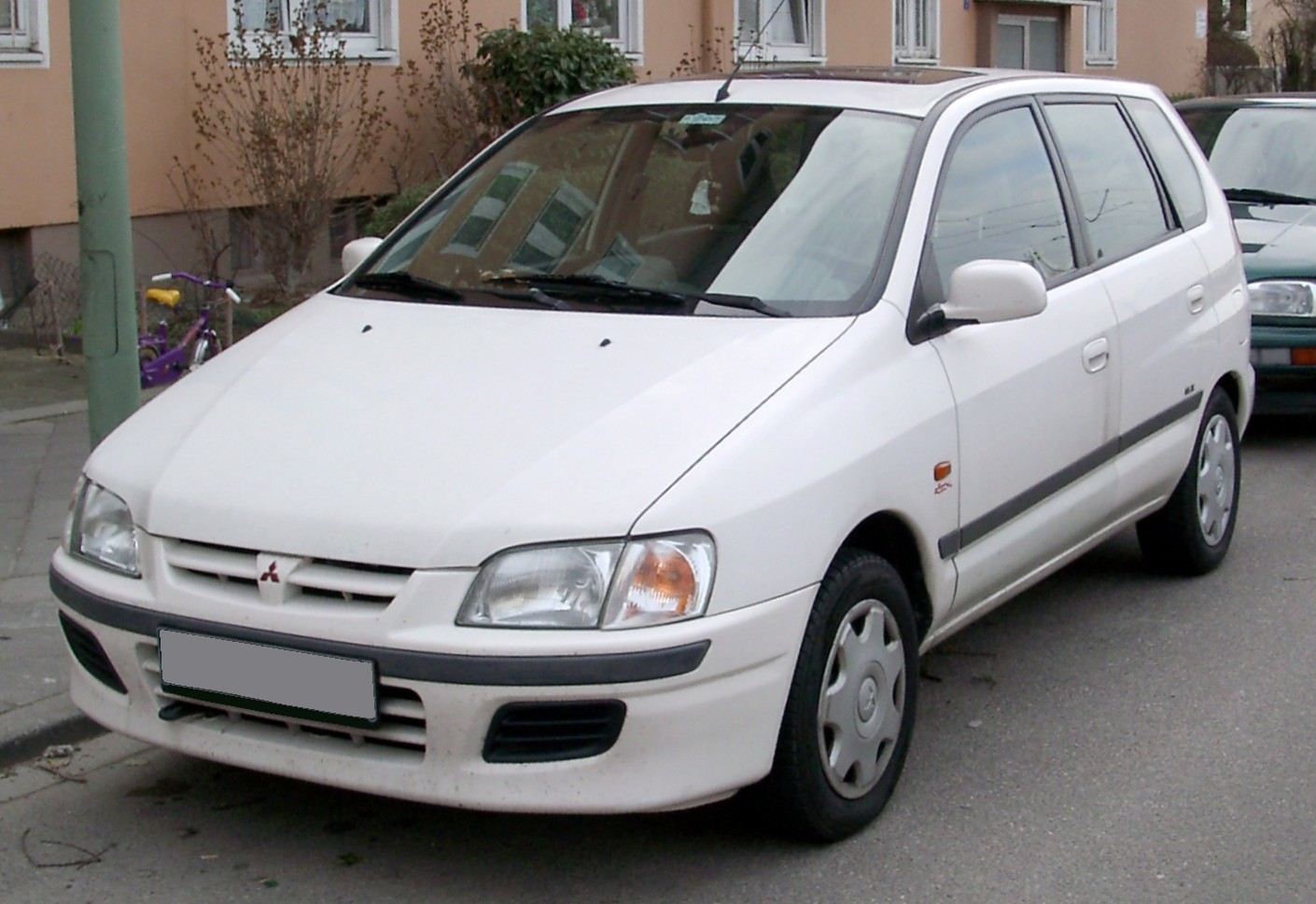
Mitsubishi Space Star
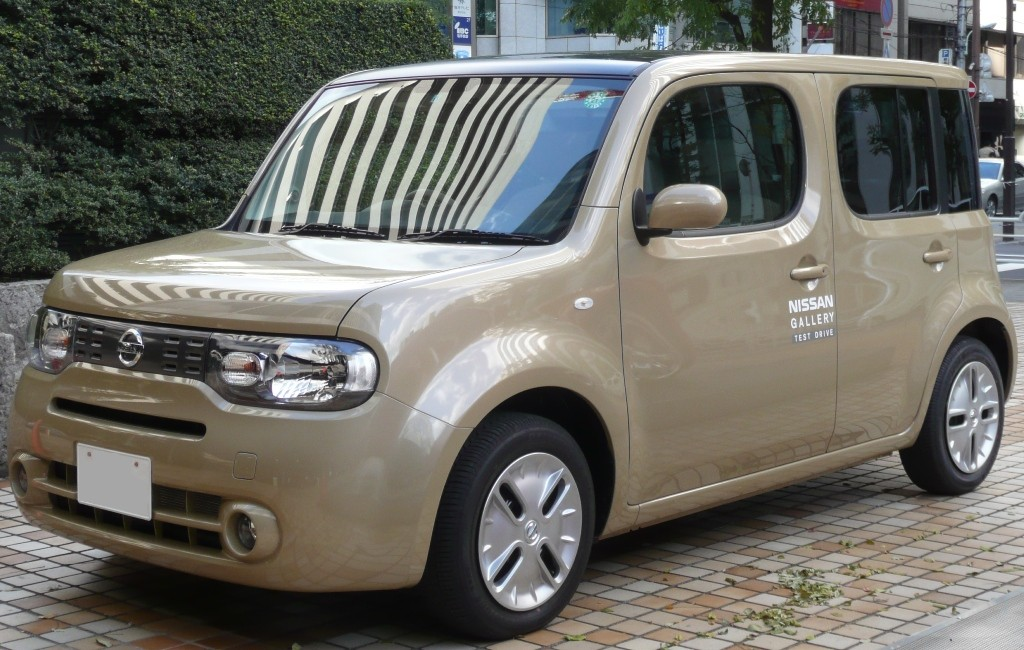
Nissan Cube
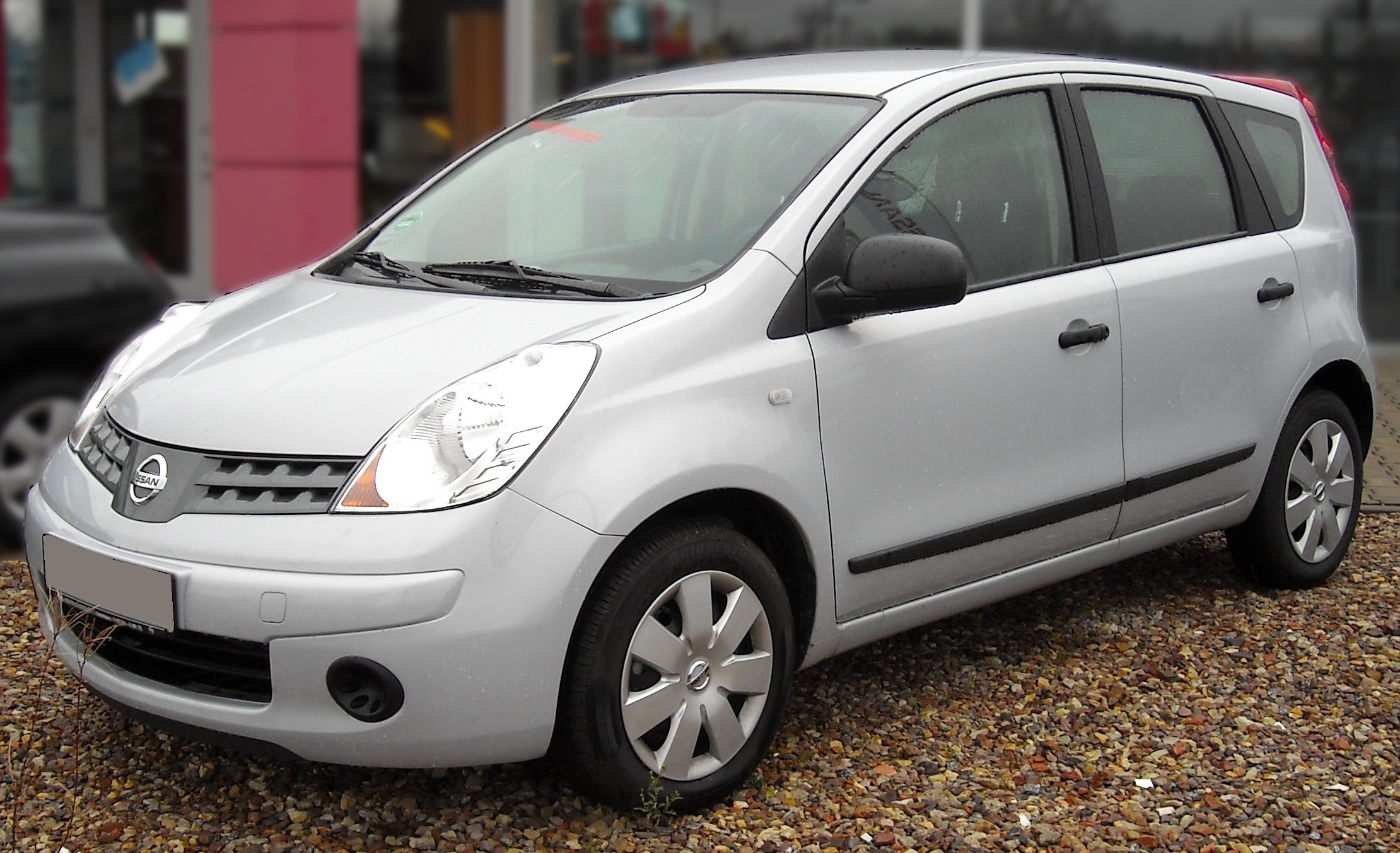
Nissan Note
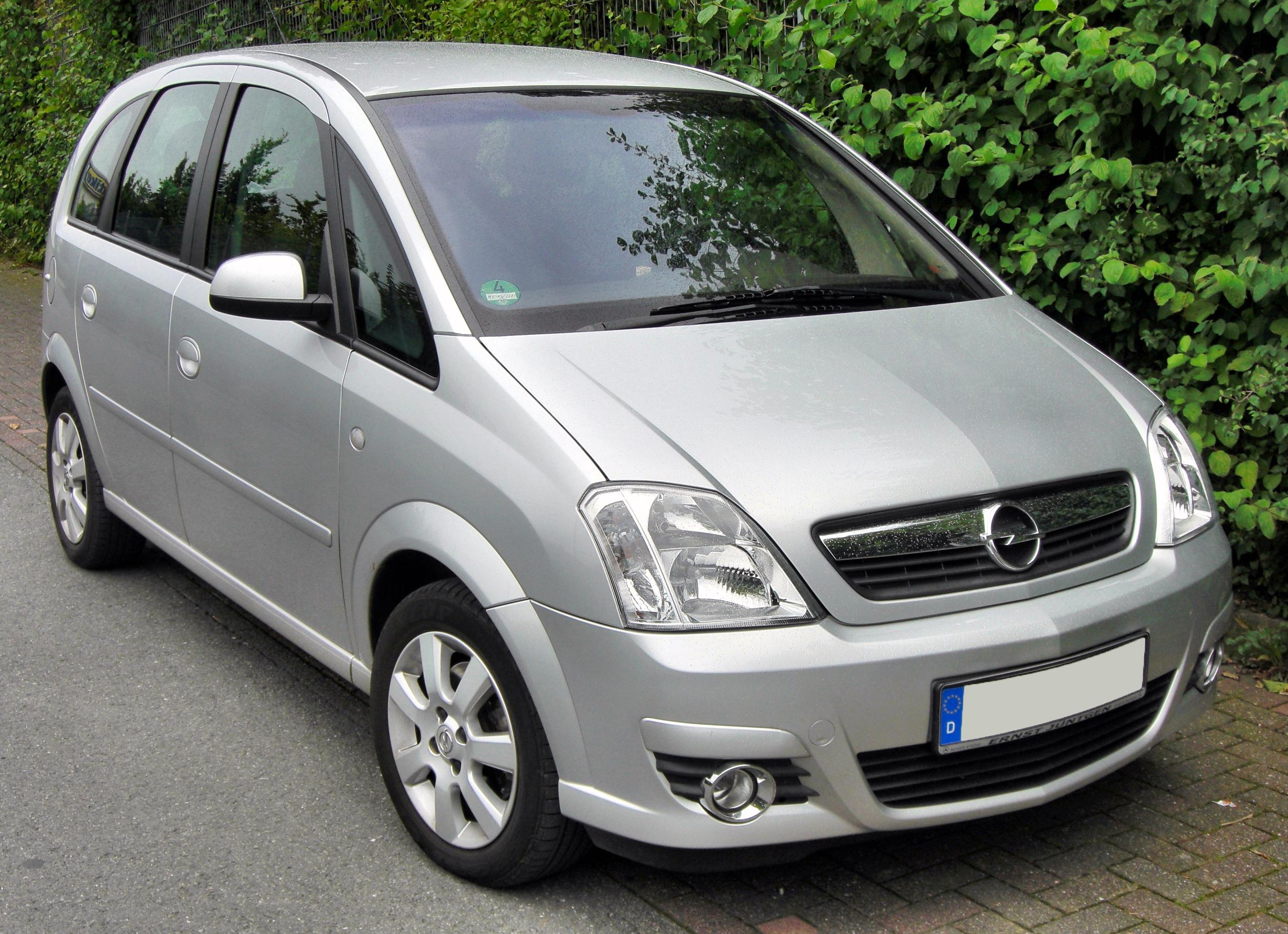
Opel Meriva A

### Grenzfälle

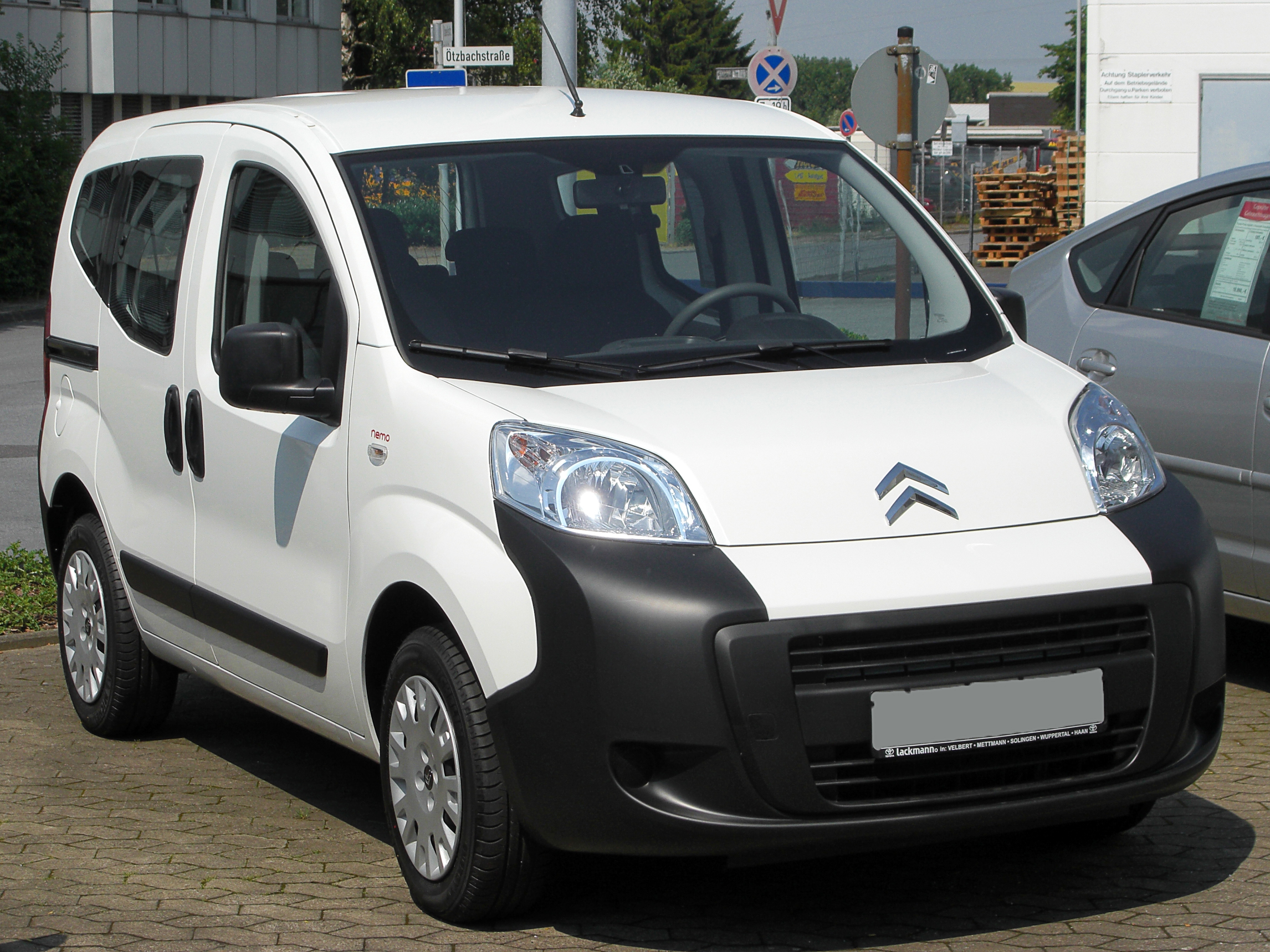
Citroën Nemo (2007–2015), kleiner Hochdachkombi, 1,72 m hoch, aber unter 4 m lang
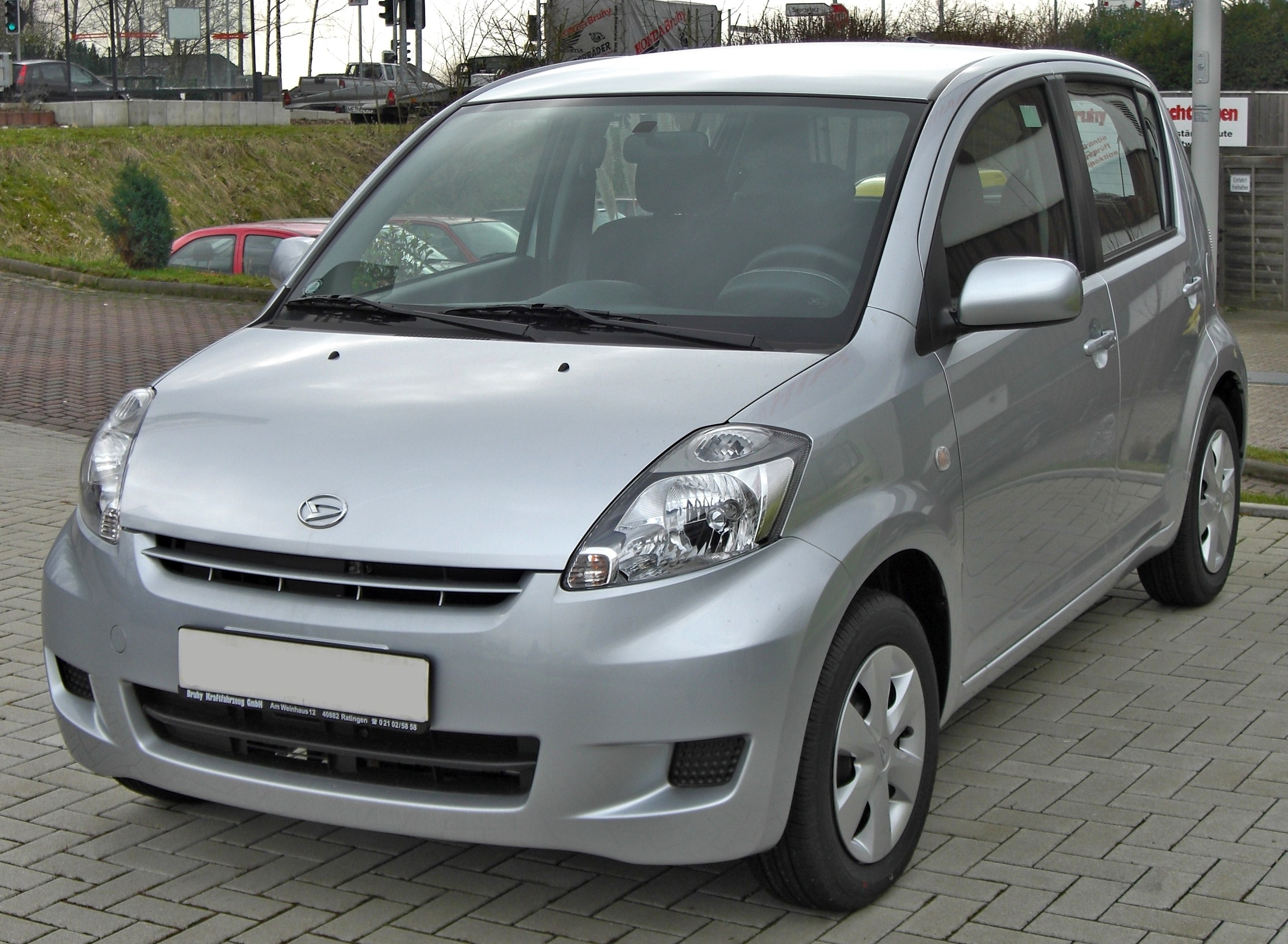
Daihatsu Sirion II (2004–2010), 1,55 m hoch und ca. 3,65 m lang
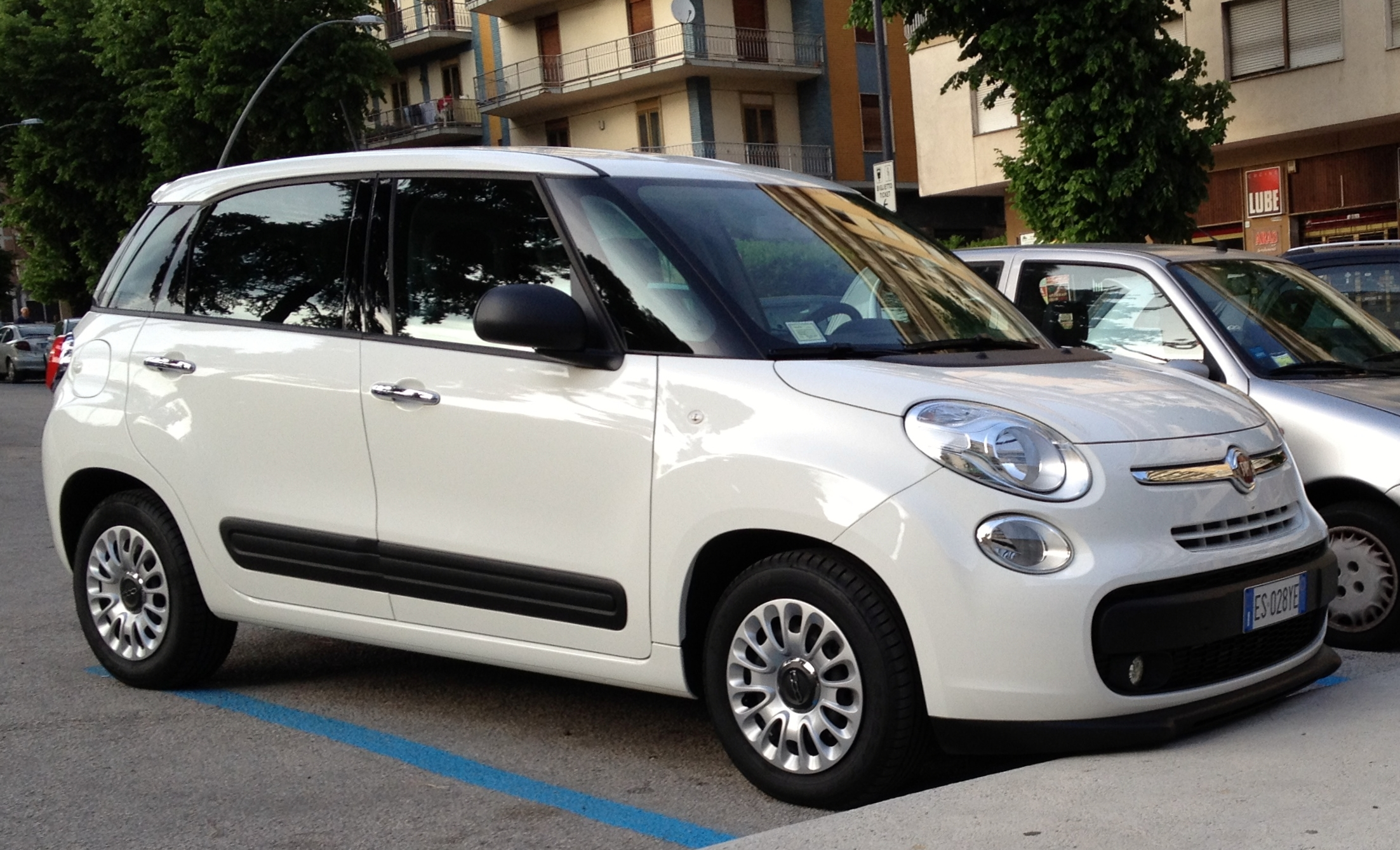
Fiat 500L, Minivan von 4,15 m Länge
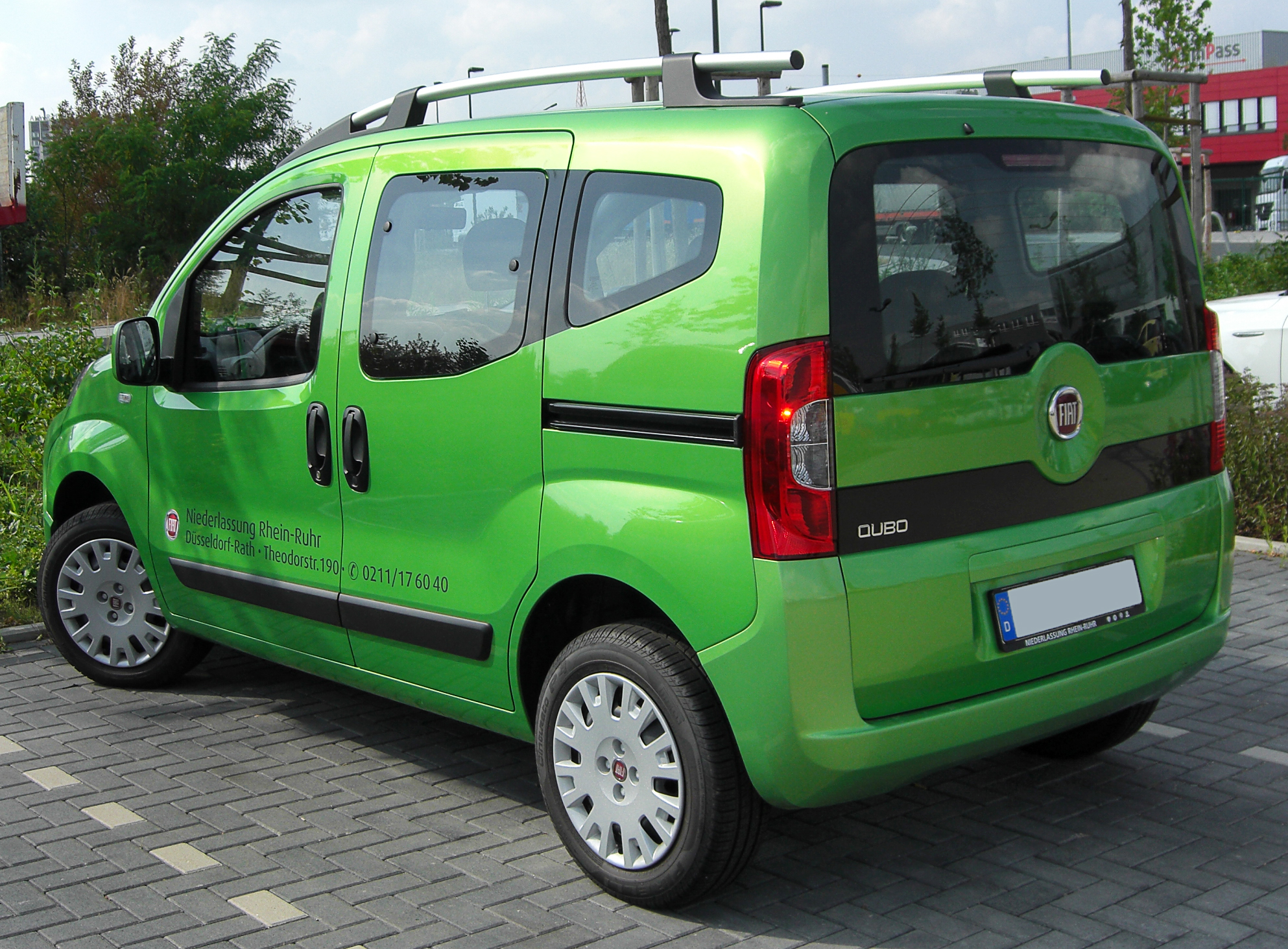
Fiat Qubo wie Citroën Nemo
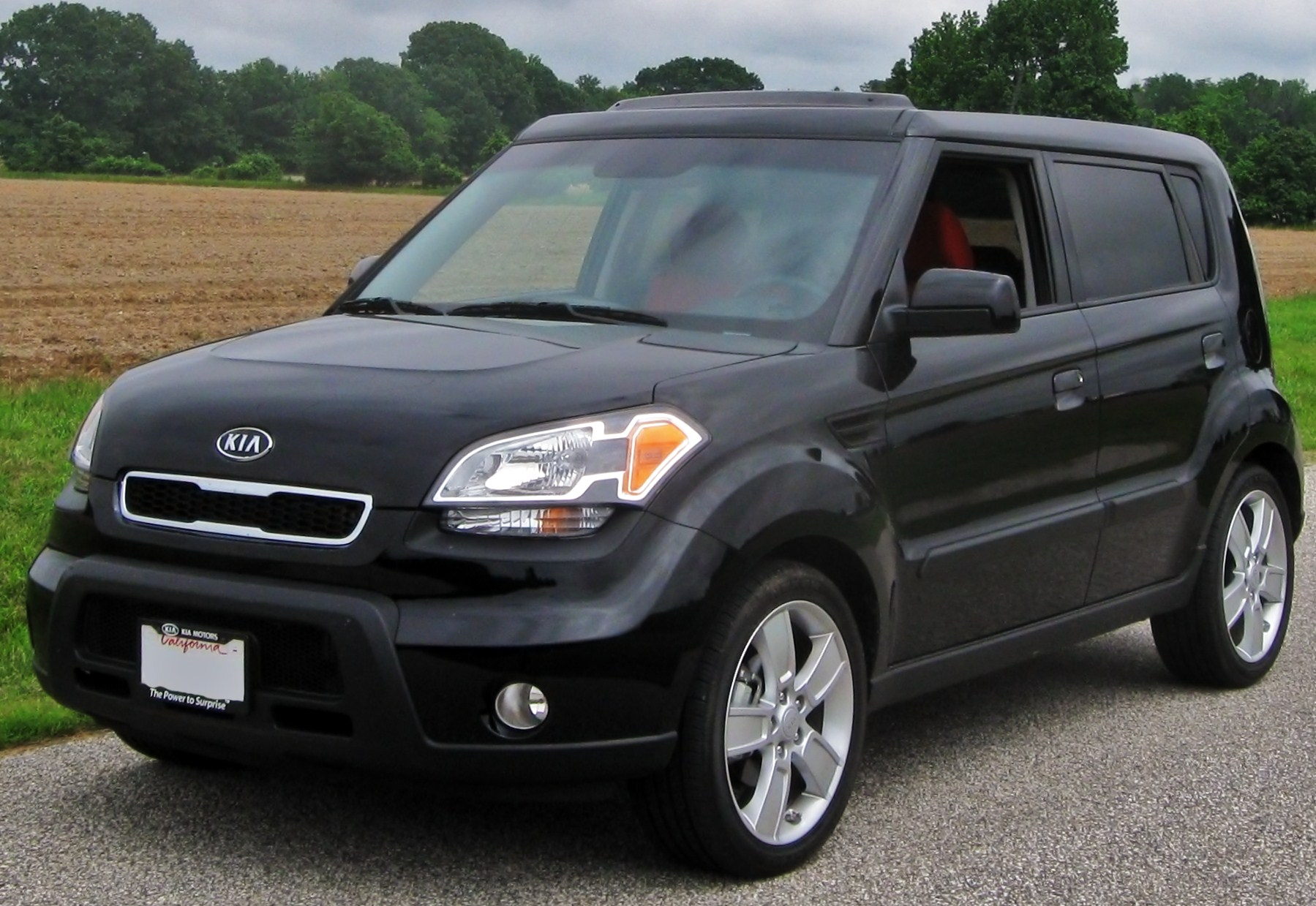
Kia Soul, Größe passend zum Minivan, aber Schwächen bei der Variabilität
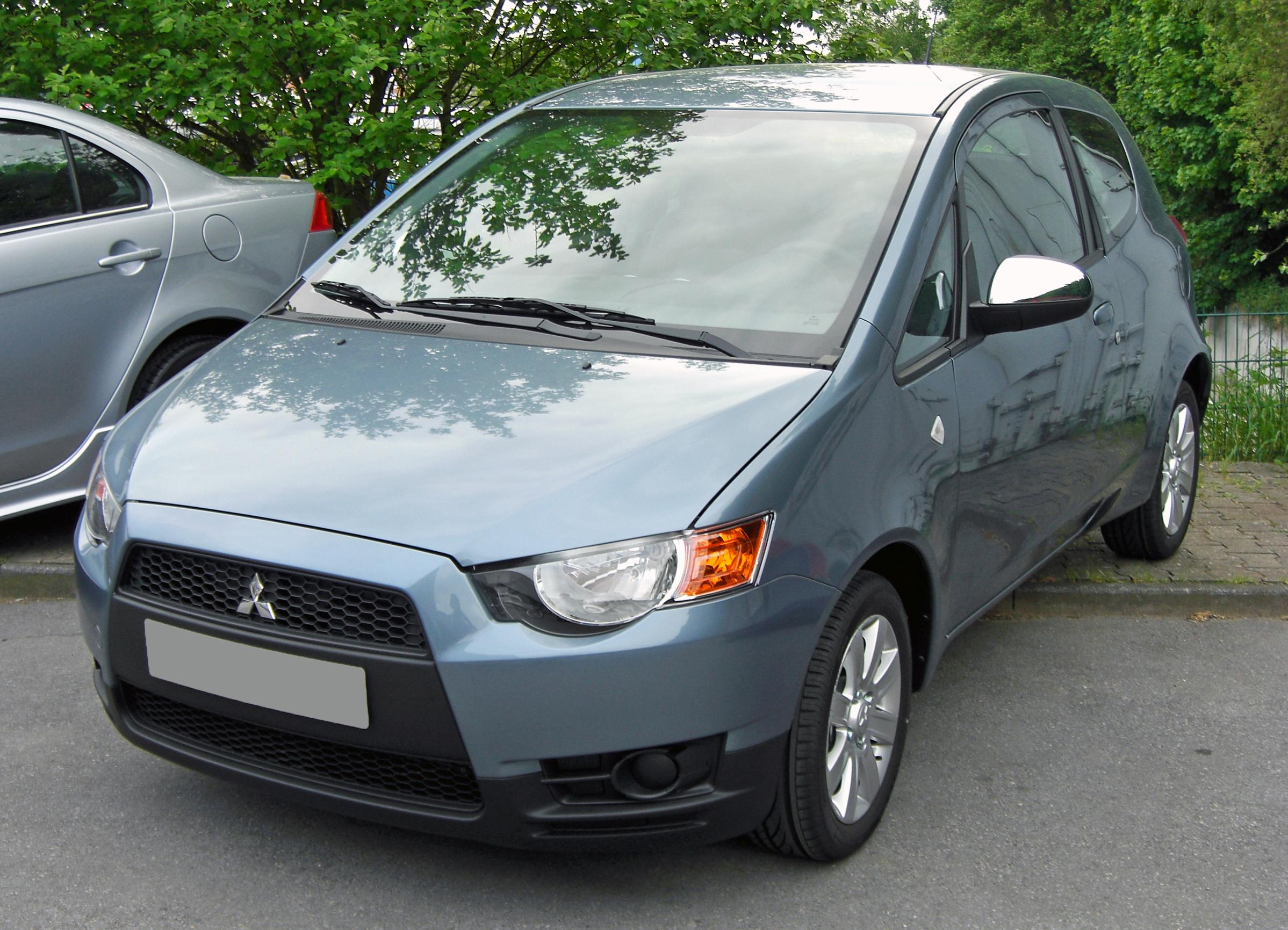
Mitsubishi Colt (Z30, 2004–2012), 1,55 m hoch und ca. 3,85 m lang
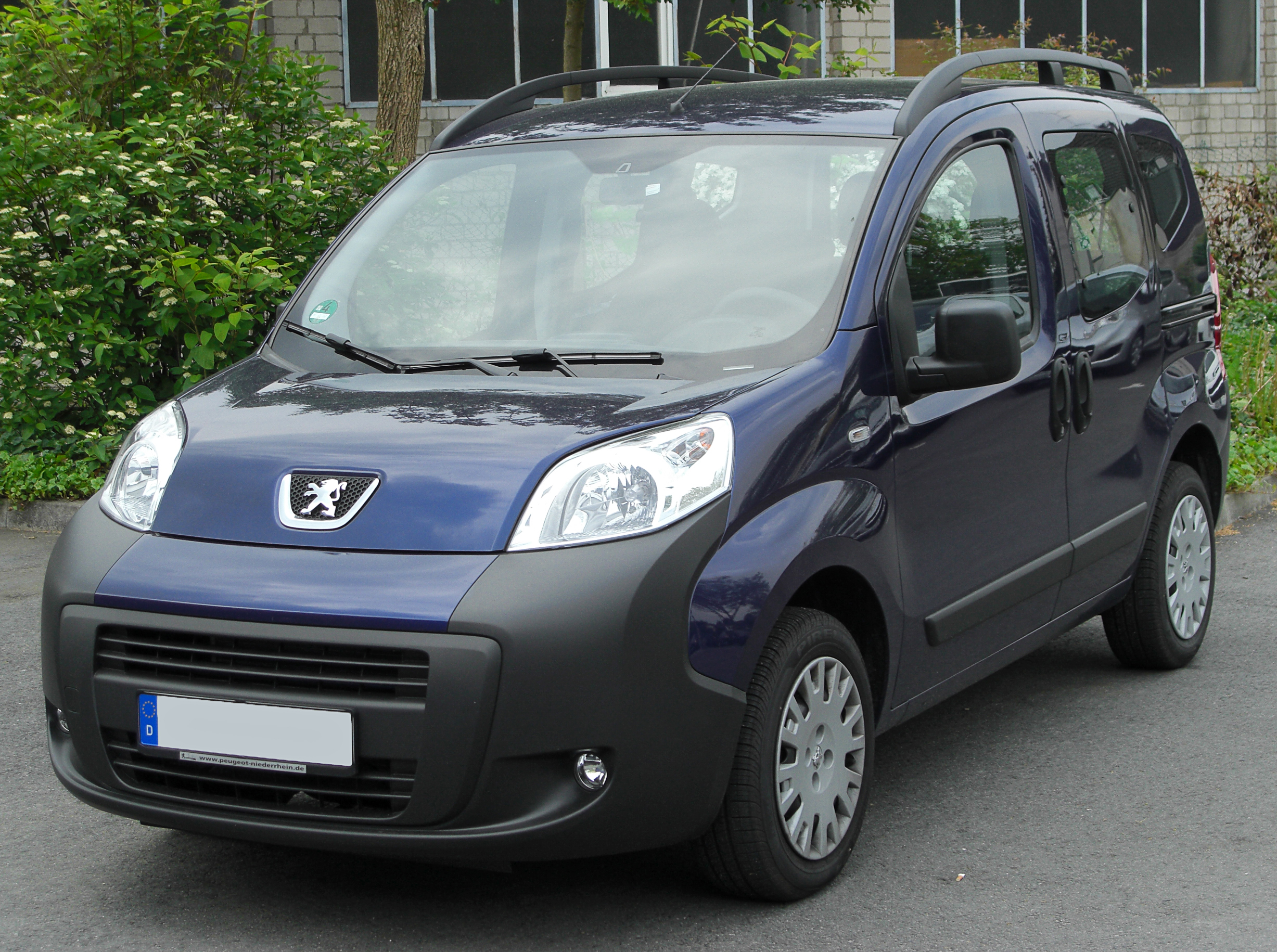
Peugeot Bipper (2008–2014), wie Citroën Nemo
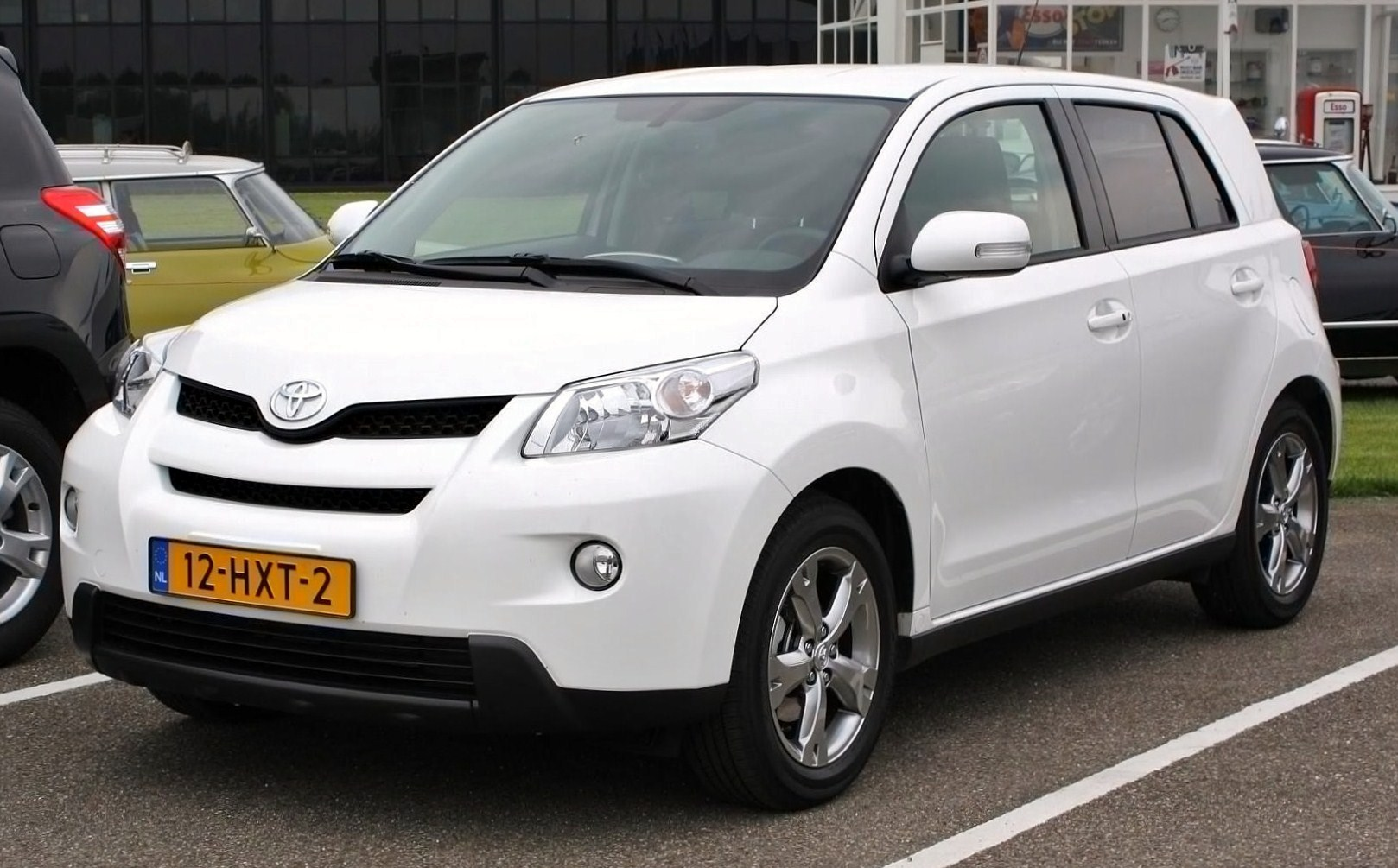
Toyota Urban Cruiser, 1,53 m hoch und ca. 3,93 m lang, eher als kleines SUV ausgelegt

### Nicht in Deutschland erhältliche Modelle

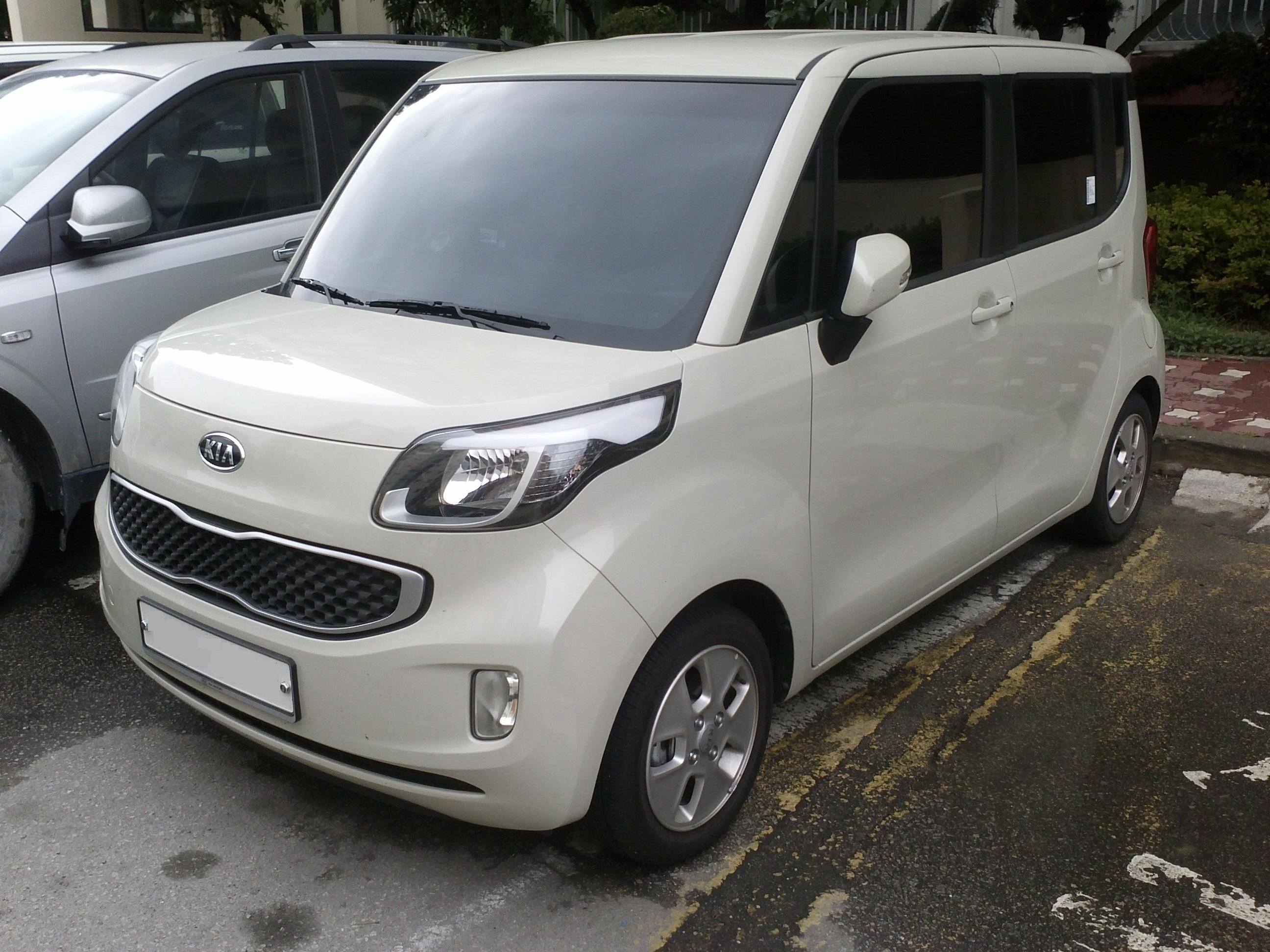
Kia Ray
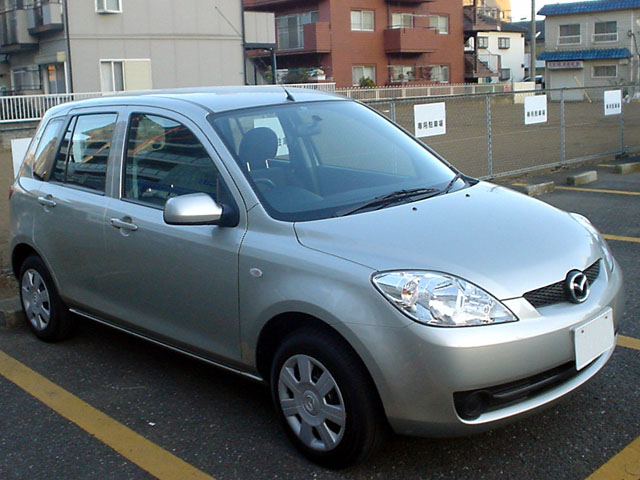
Mazda Demio
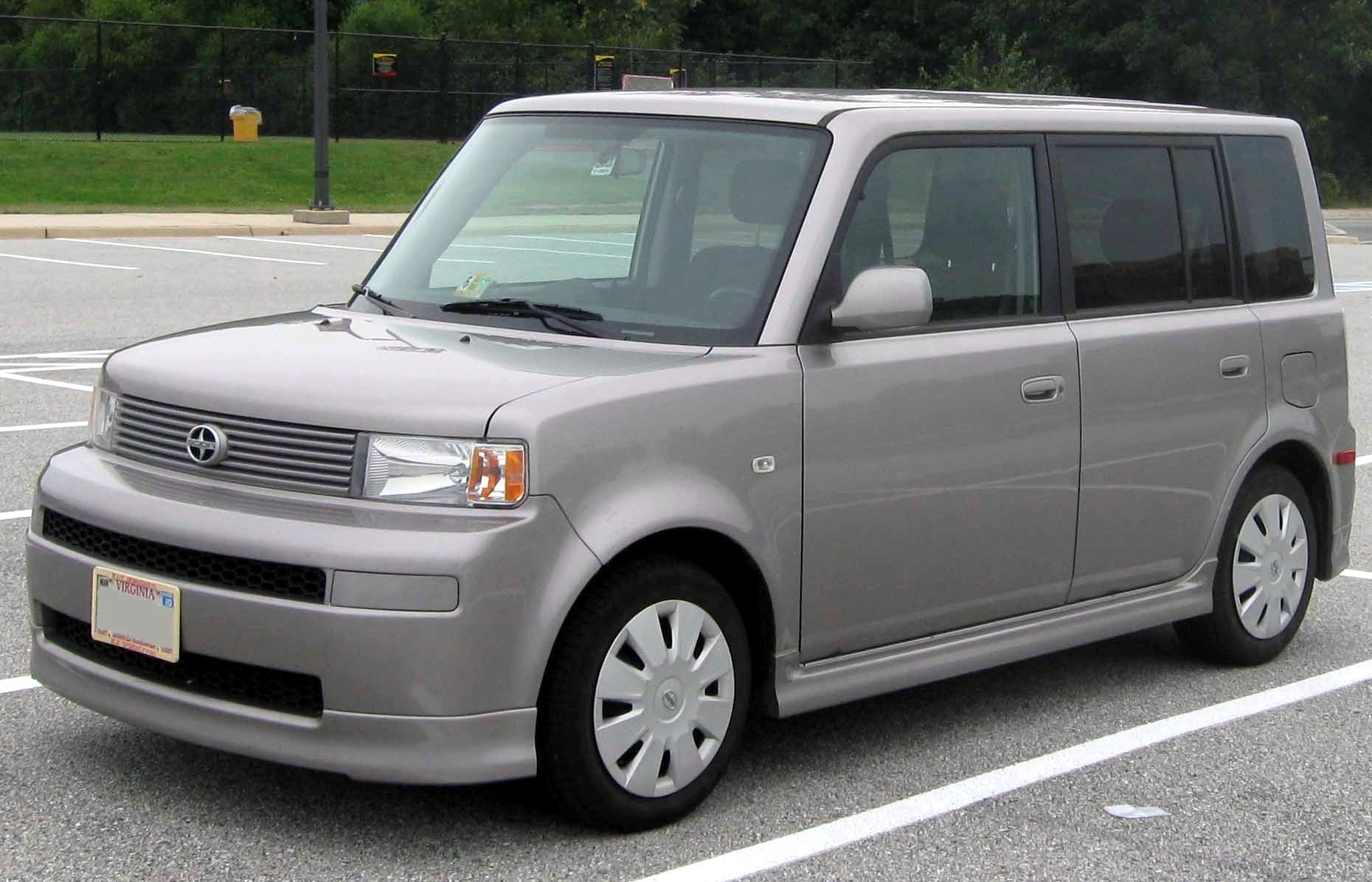
Scion xB
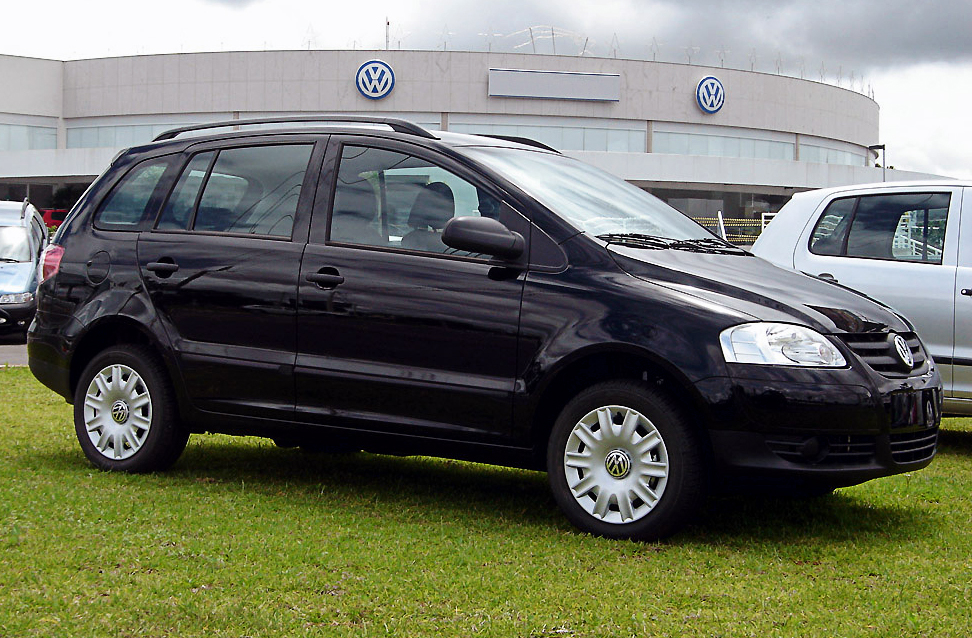
VW SpaceFox

- Mitsubishi Colt Plus
- Toyota Avanza

## Microvan
Als Microvan werden Kleinstwagen bezeichnet, die eine hohe Raumausnutzung über der gegebenen Fahrzeuggrundfläche haben. Zumeist ergibt sich damit ein relativ hohes Fahrzeugdach. Eine eindeutige Abgrenzung gegenüber den meist größeren Minivans existiert nicht. Beidenfalls ist das Wort dem US-amerikanischen Englisch entlehnt, wo „van“ ursprünglich „Lieferwagen“ bedeutet, im Sinne eines Kleintransporters. Sehr kleine Kleintransporter, als Microvans, sind hauptsächlich aus Japan bekannt und erfüllen dort die Norm der Kei-Cars.

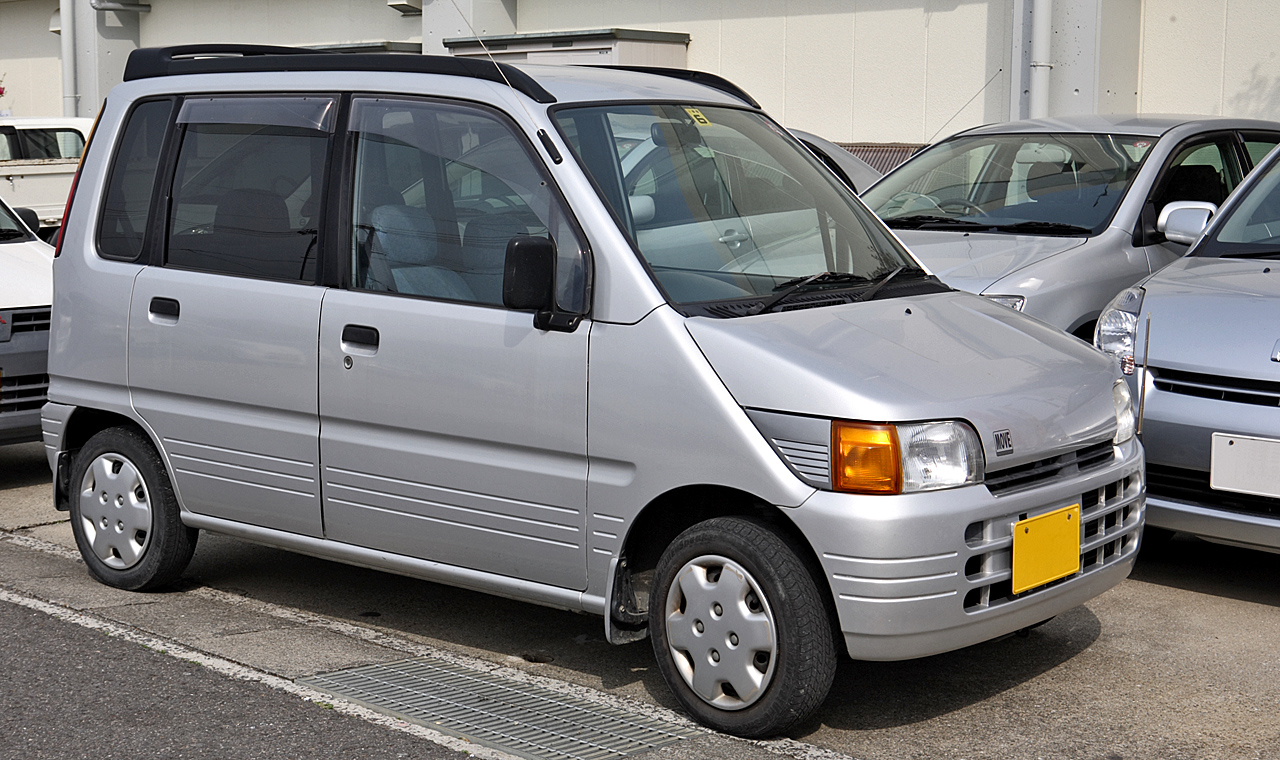
Daihatsu Move
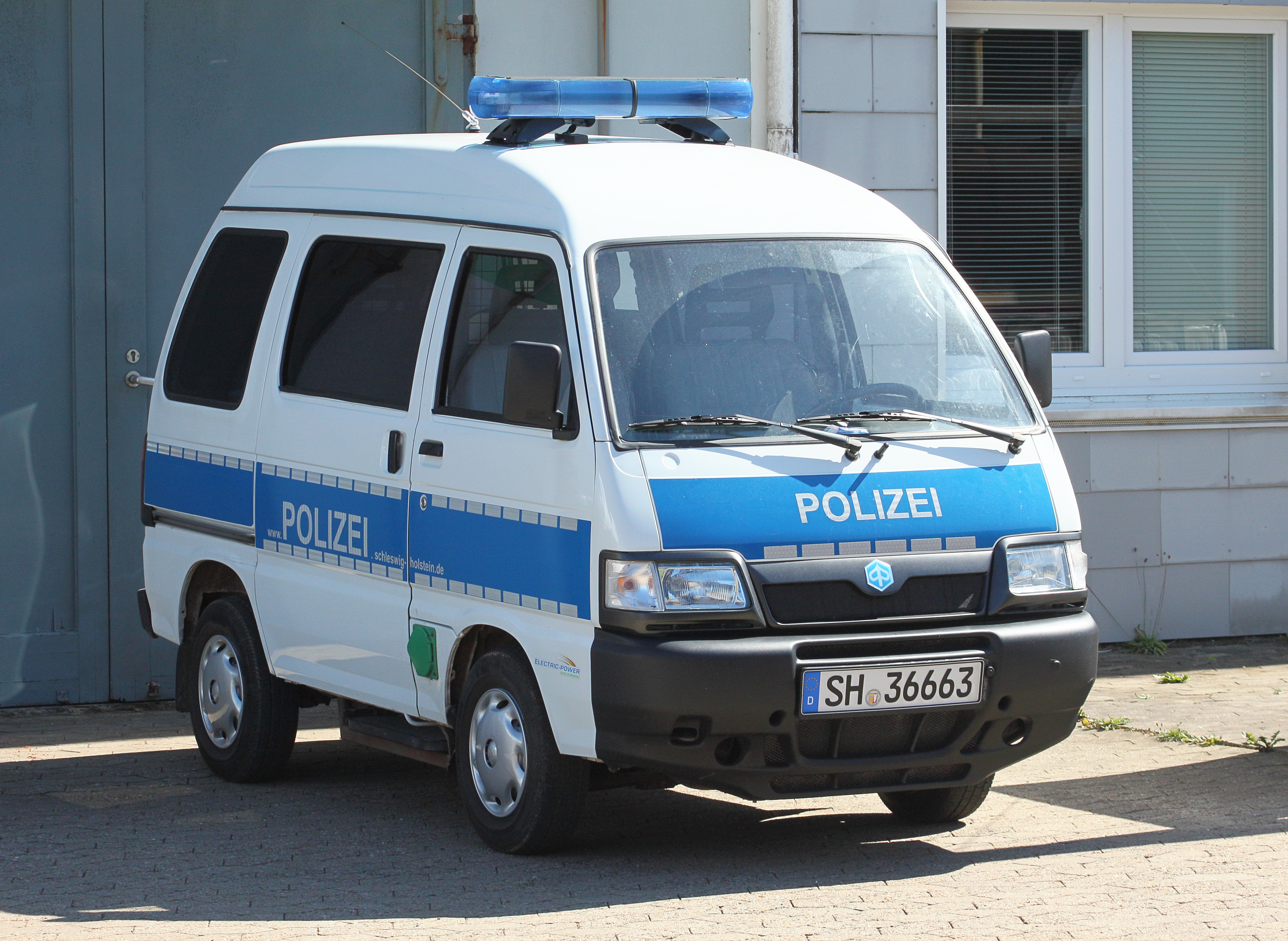
Piaggio Porter
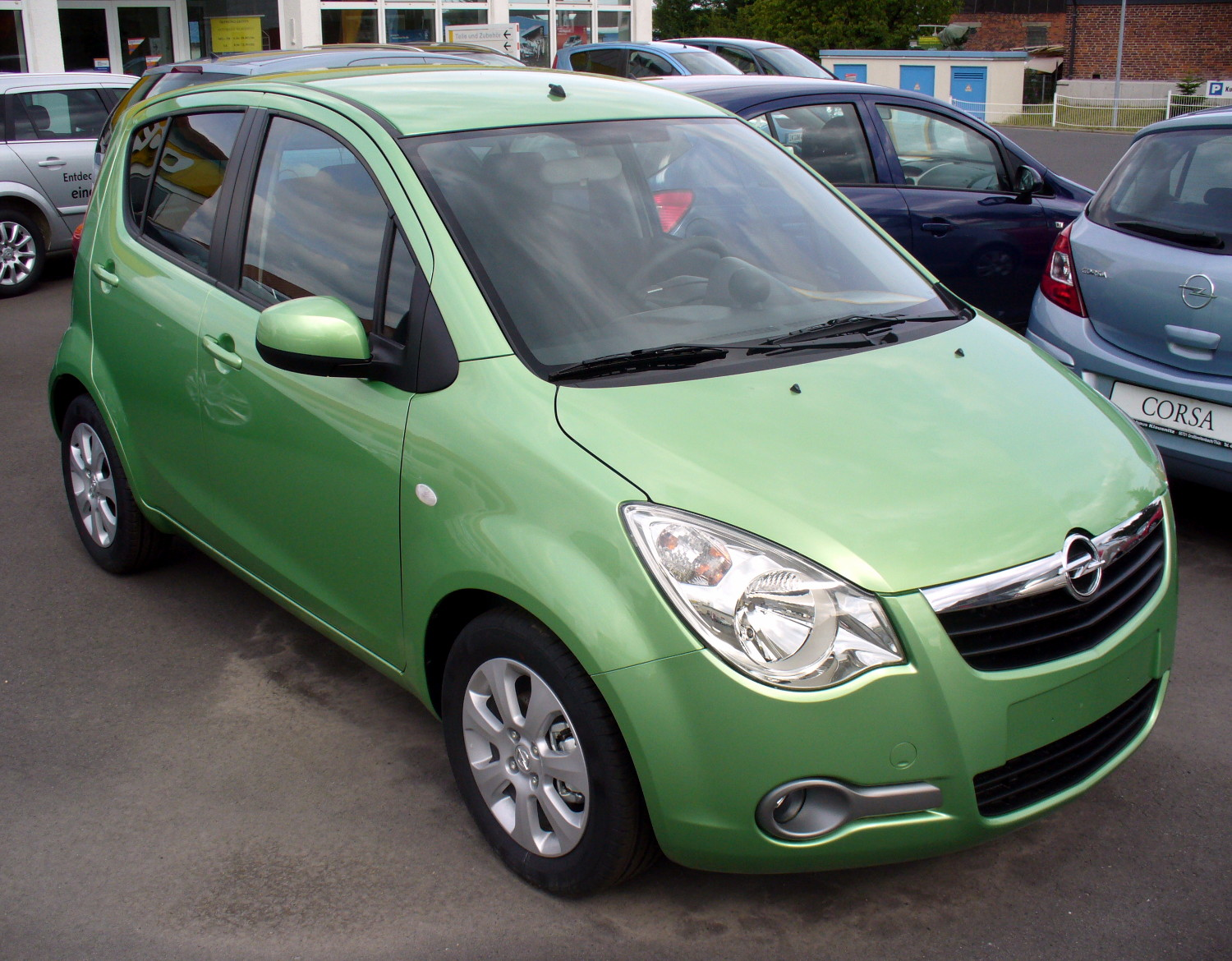
Opel Agila B, baugleich: Suzuki Splash
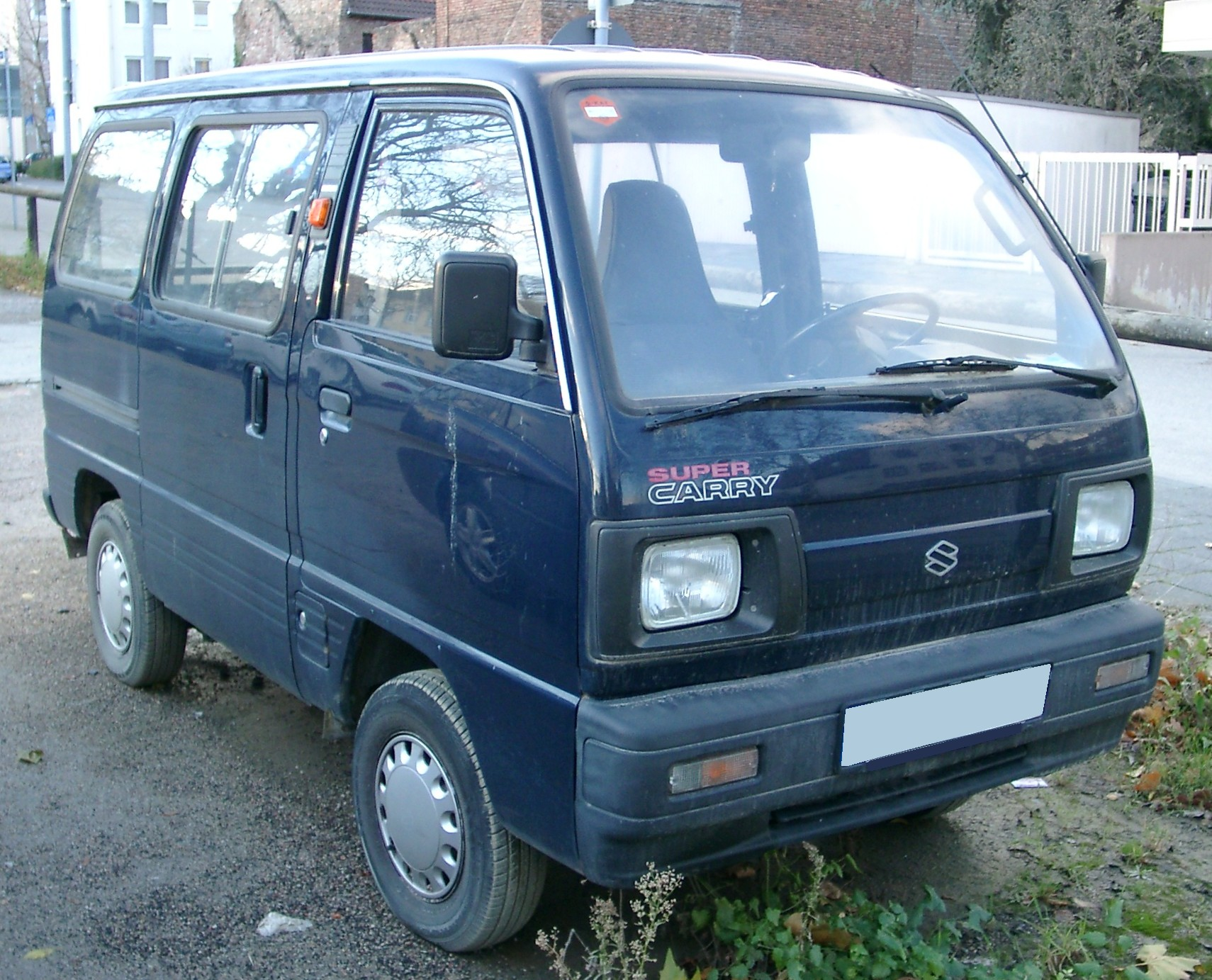
Suzuki Carry
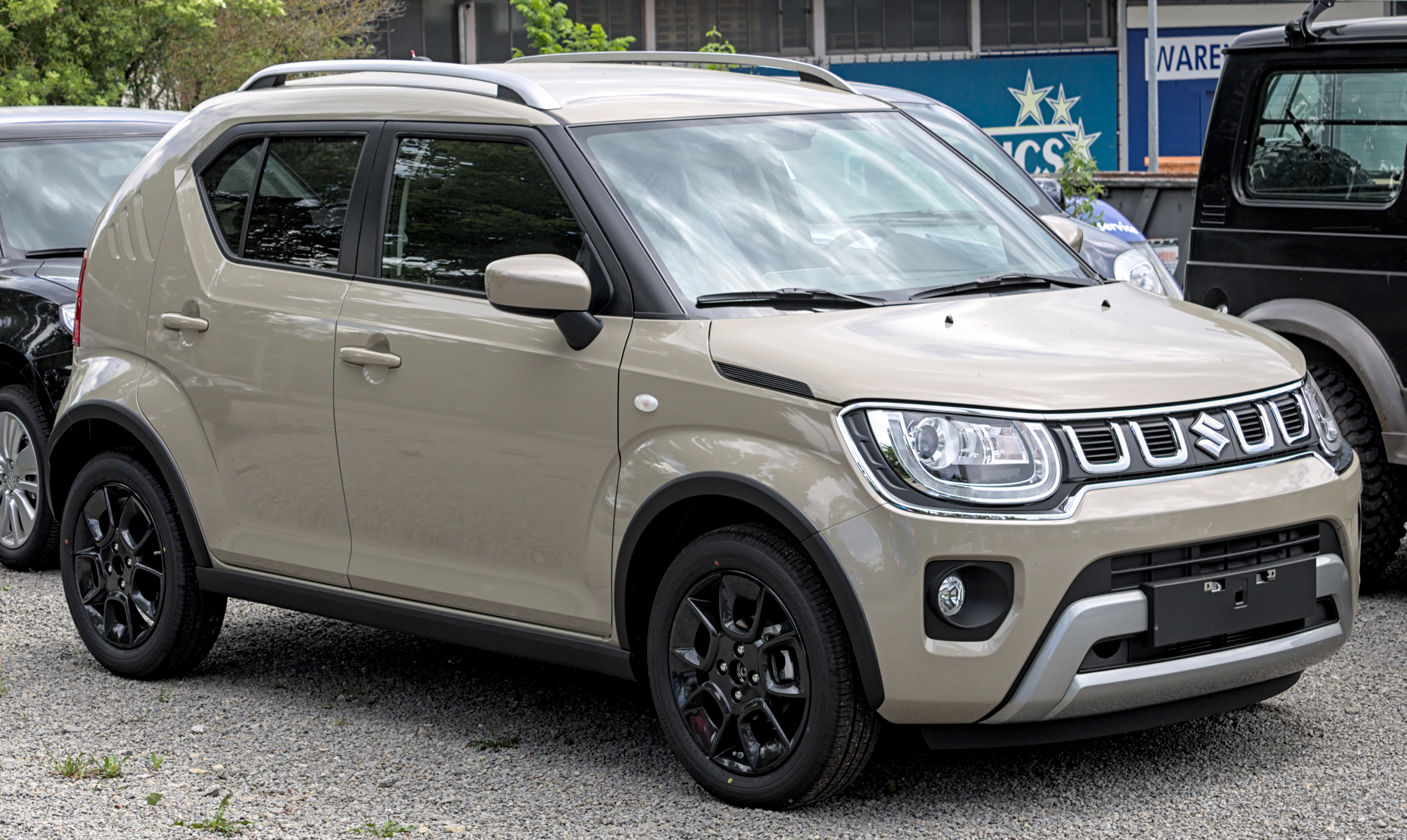
Suzuki Ignis
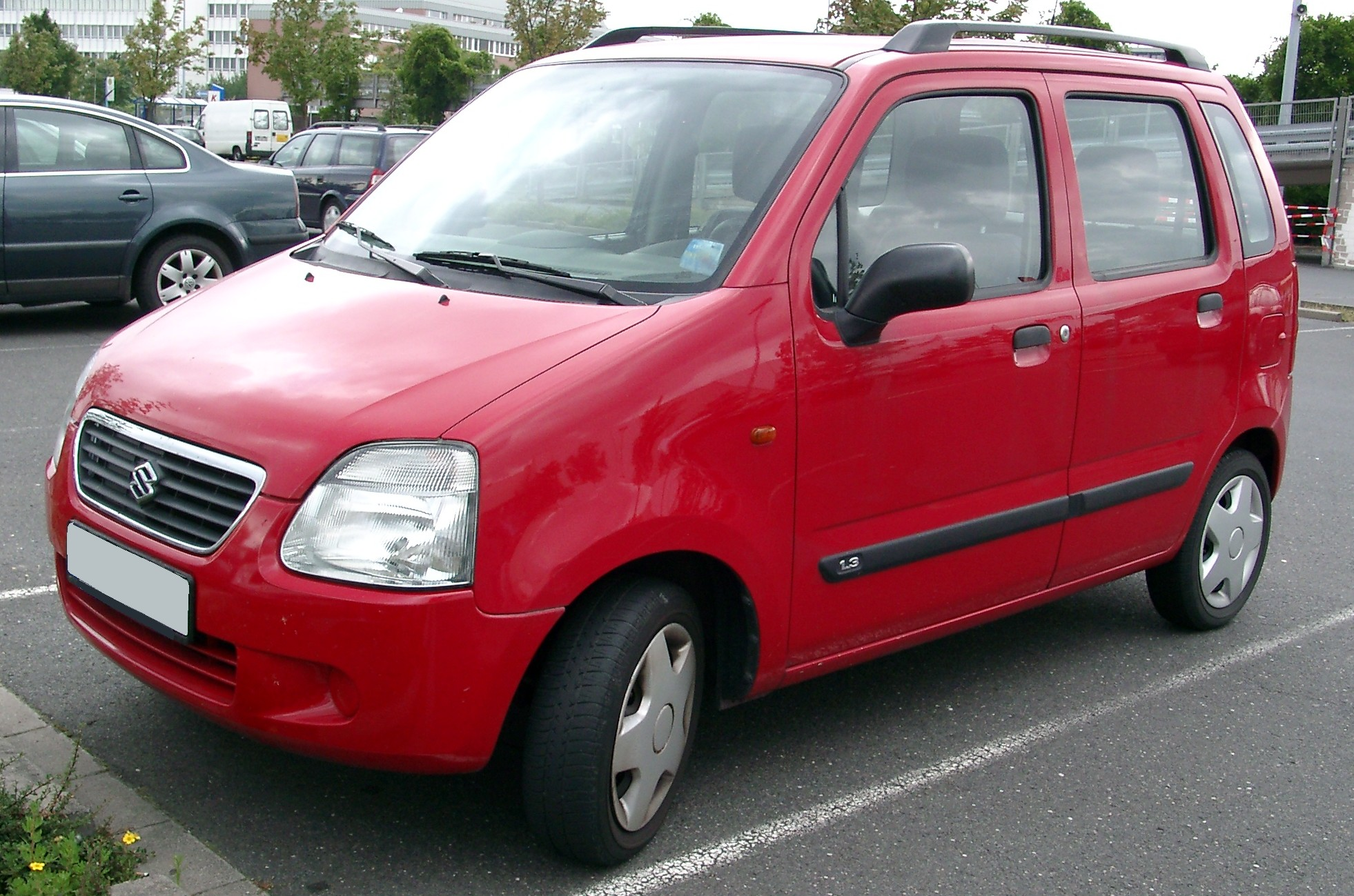
Suzuki Wagon R+, baugleich: Opel Agila A